# Biserica reformată din Chibed

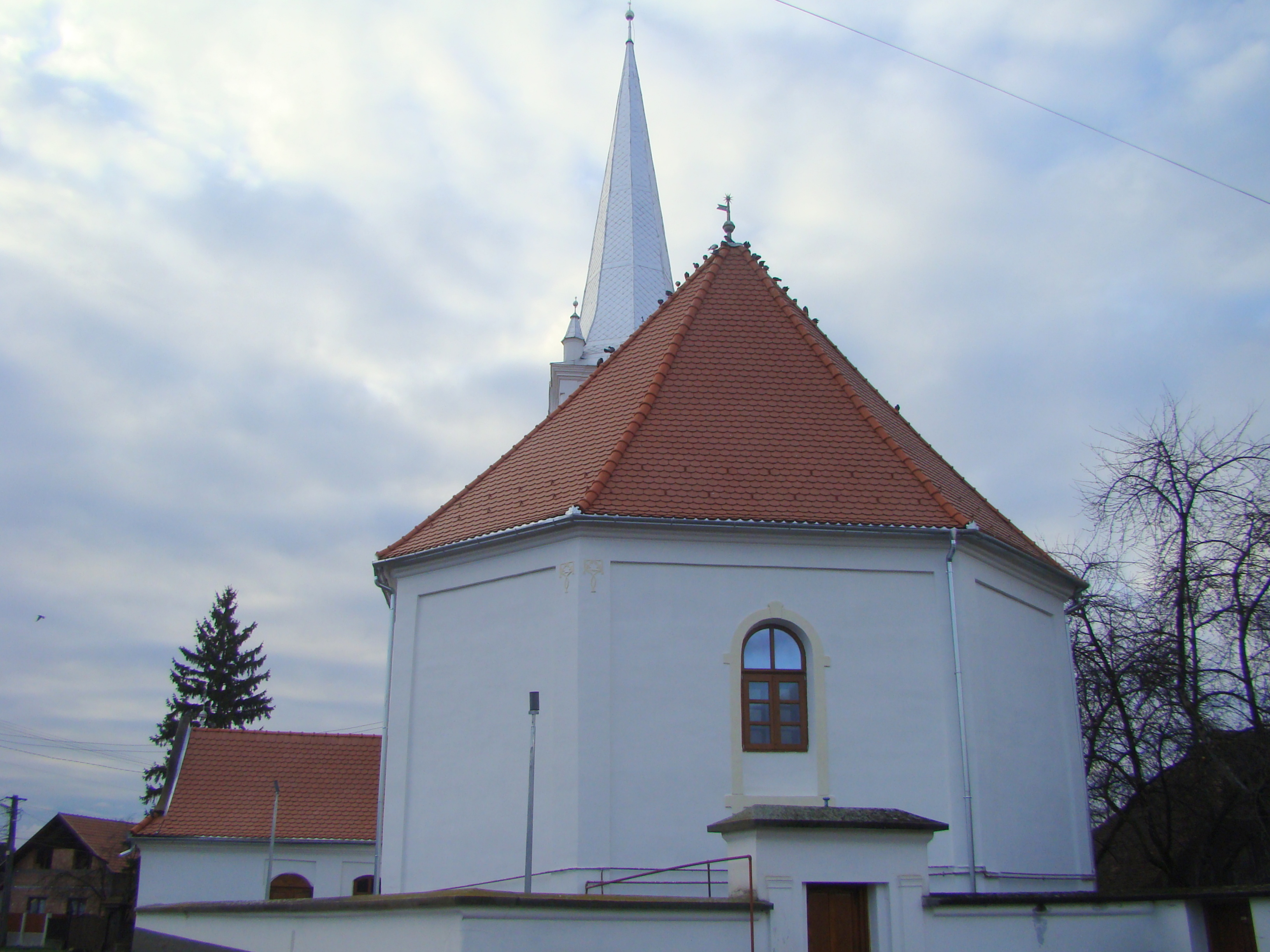
Biserica reformată din Chibed, comuna Chibed, județul Mureș, foto: noiembrie 2019.

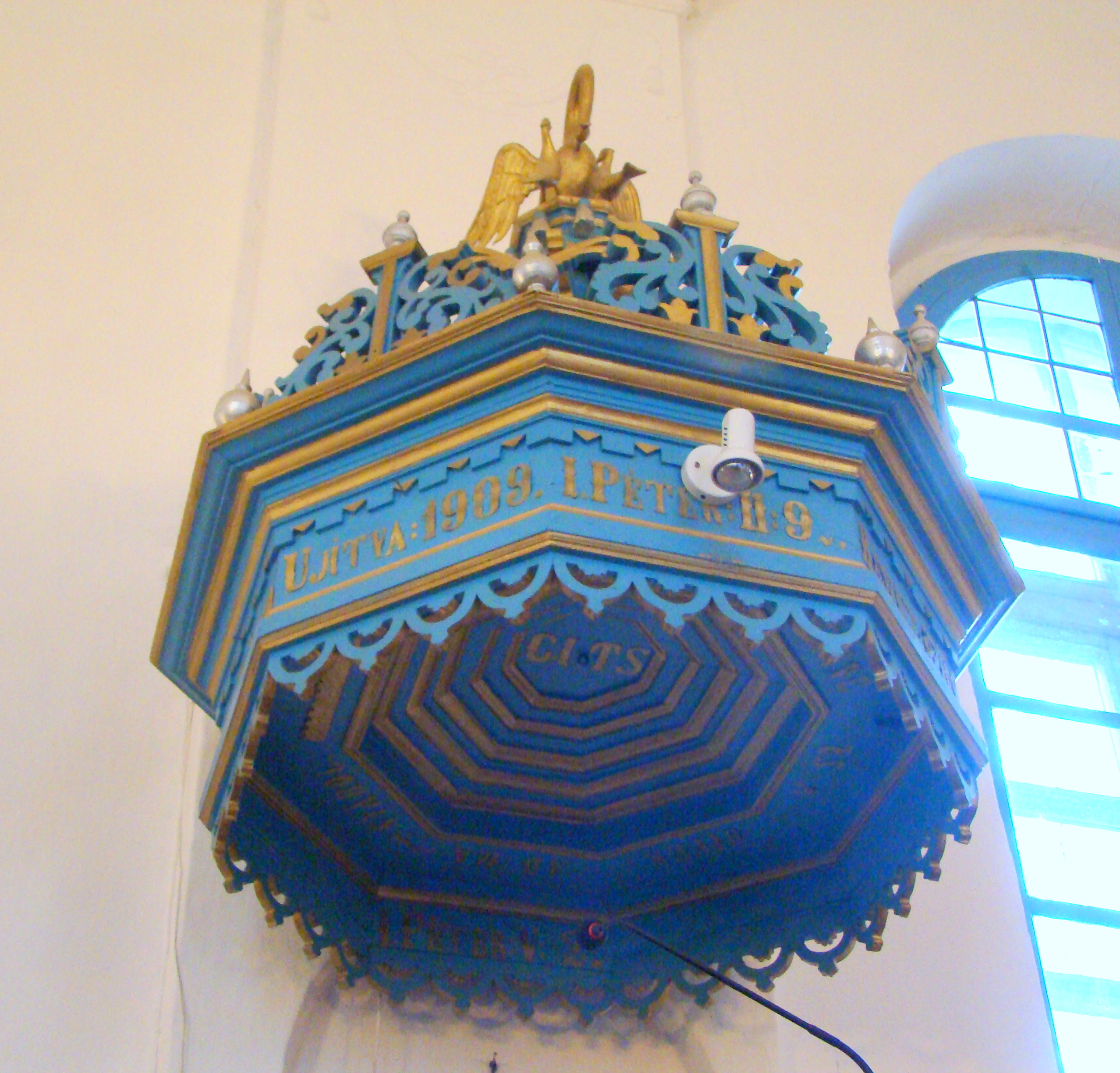
Coroana amvonului a fost realizată în 1761 de Moise Szabó

Biserica reformată din Chibed, comuna Chibed, județul Mureș, datează de la începutul secolului  al XIX-lea. Este un monument reprezentativ pentru bisericile reformate de pe valea Târnavei Mici.

## Localitatea
Chibed (în maghiară: Kibéd) este o comună în județul Mureș, Transilvania, România, formată numai din satul de reședință cu același nume. Este menționat documentar sub numele de Kibjed în 1499.

## Biserica
Conform unui document păstrat în arhivele parohiale, temelia bisericii a fost pusă în anul 1552. Datele de arhivă au consemnat și lucrările de renovare efectuate în 1640. Pe parcursul acestor lucrări, biserica a fost extinsă de credincioșii reformați.  A fost incendiată de curuți în 1709, rămânând doar zidurile. A fost renovată în 1710, apoi extinsă între 1781 și 1782, iar turnul a fost înălțat.
Biserica, în forma sa actuală, a fost construită între 1820 și 1826, pastor fiind Pál Viski, iar curator János Felszegi Péterfi. Pastorii care au slujit de-a lungul timpului în biserica reformată din Chibed au fost: Péter Borzási (1641), István Debreceni (1689), Péter Daróci (1692), Zsigmond Budai (1697), Dean Miklós Muzsnai (1699), Zsigmond Bölöni (?), János Szentimoni (1709), János Ikafalvi (1713) 1716), Clement Kovásznai (1717-1722), István Daróci (1723-1729), János Erdődi (?), János Bikfalvi (1730-1732), István Erdődi (1732-1735), Samuel Oltszemi (1736-1752), Dezsi Iosif (1757-1761), Zilahi Iosif(1761-1764), István Szentimoni (1764-1769), János Kolozsi (1769-1787), József Muzsnai (1787-1806), József Muzsnai (1806-1809), Pál Ercsei (1809-1815), Pál Viski (1815-1836), János Szász (1837-1869), Pál Muzsnai (1870-1875), András Kövér (1876-1889), Sándor Juhász decan (1890-1892), István Gönczi (1893-1920), dr. György Dávid (1921-1934), Dénes Geréb (1935-1966), György Szilveszter (1966?), Zoltán Falka (2013–).

## Galerie de imagini

### Exterior

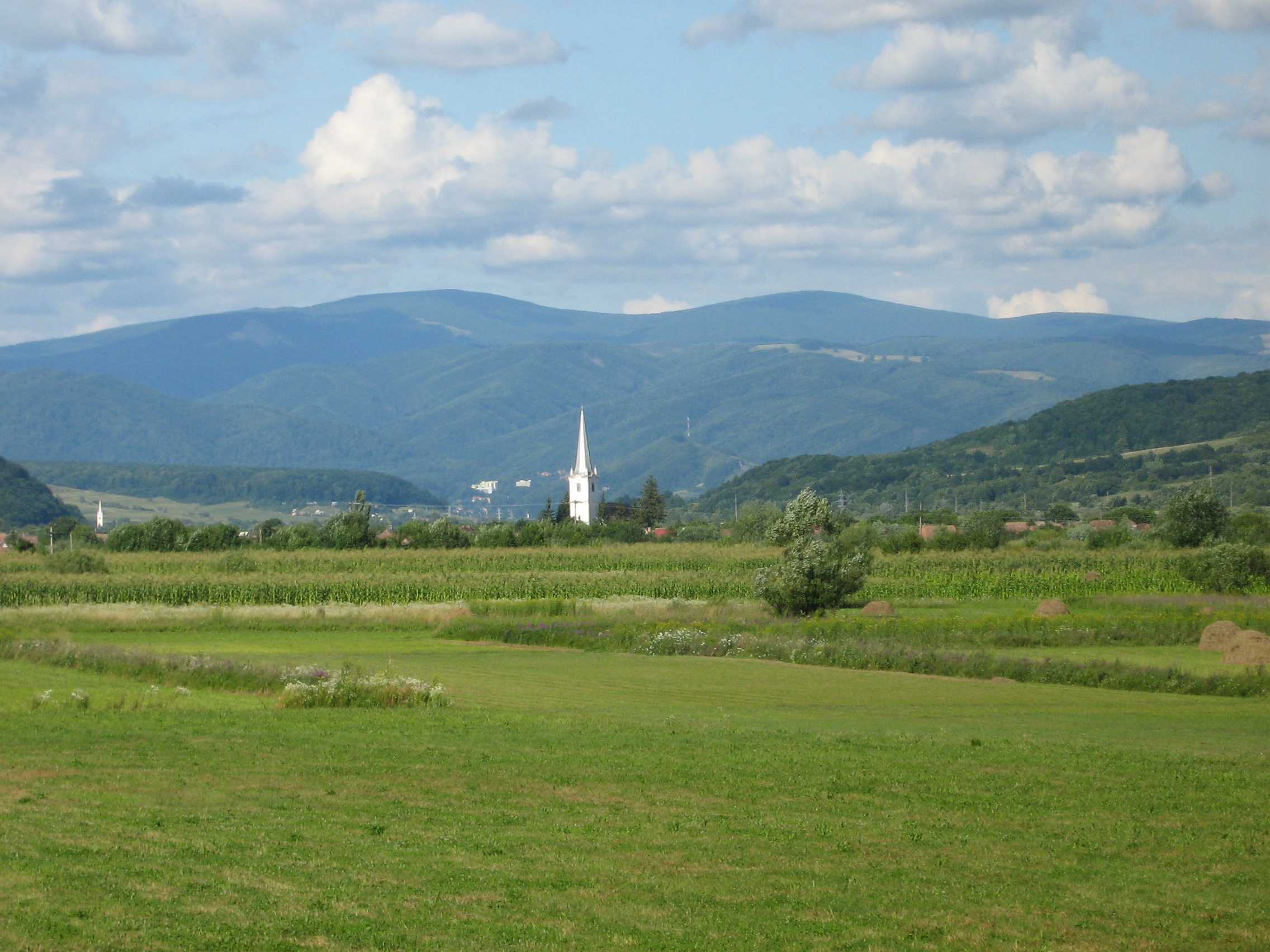
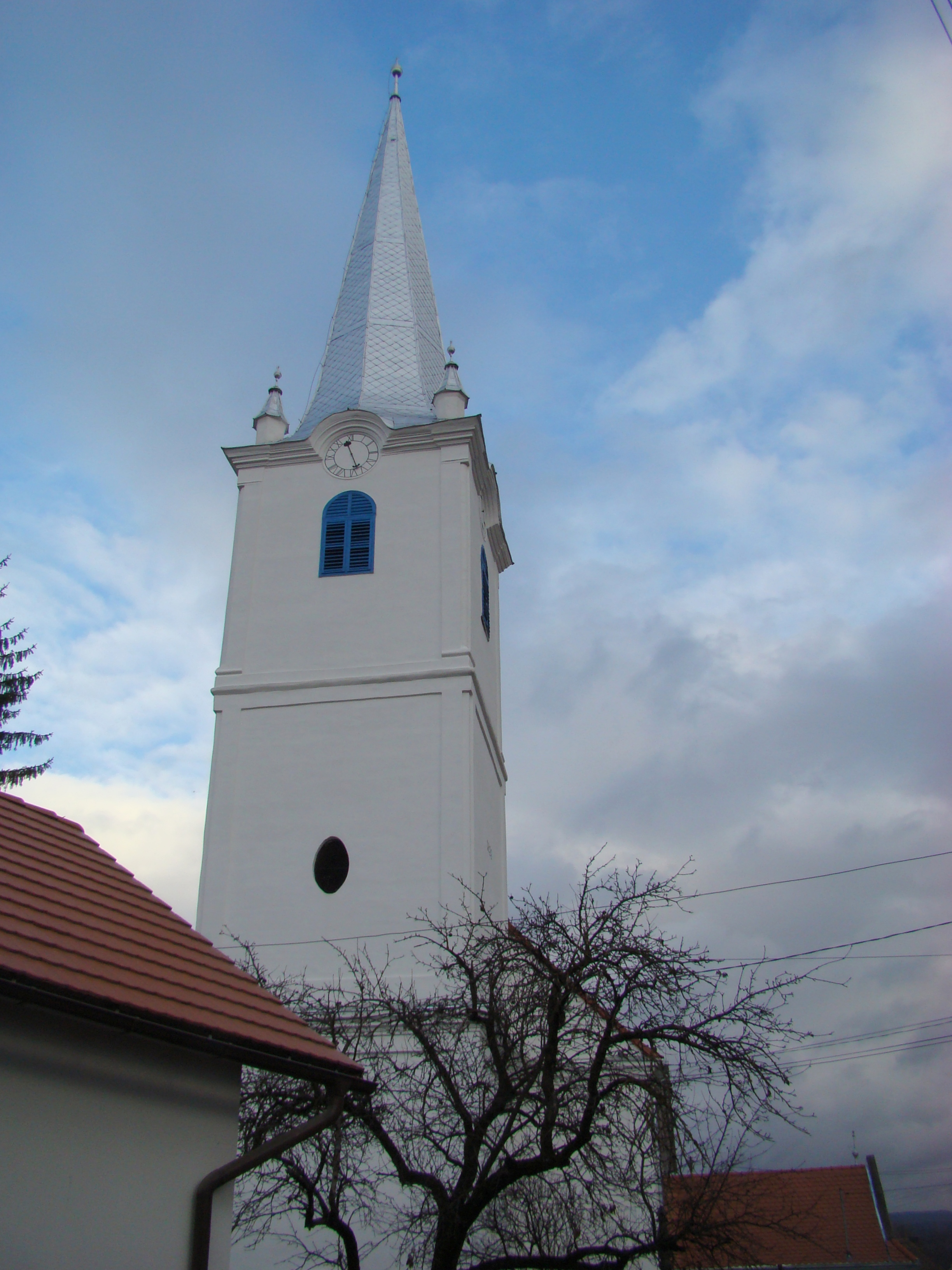
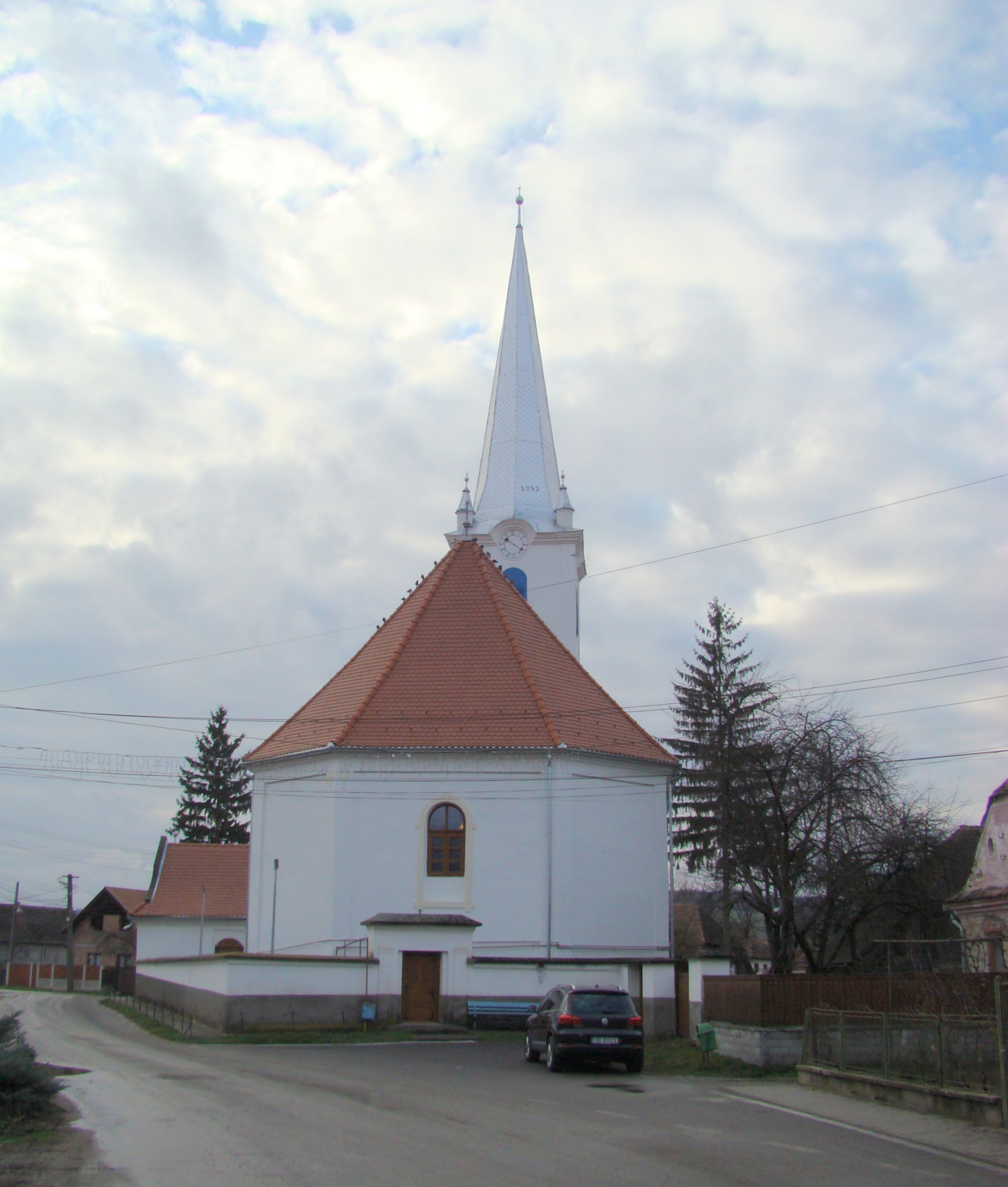
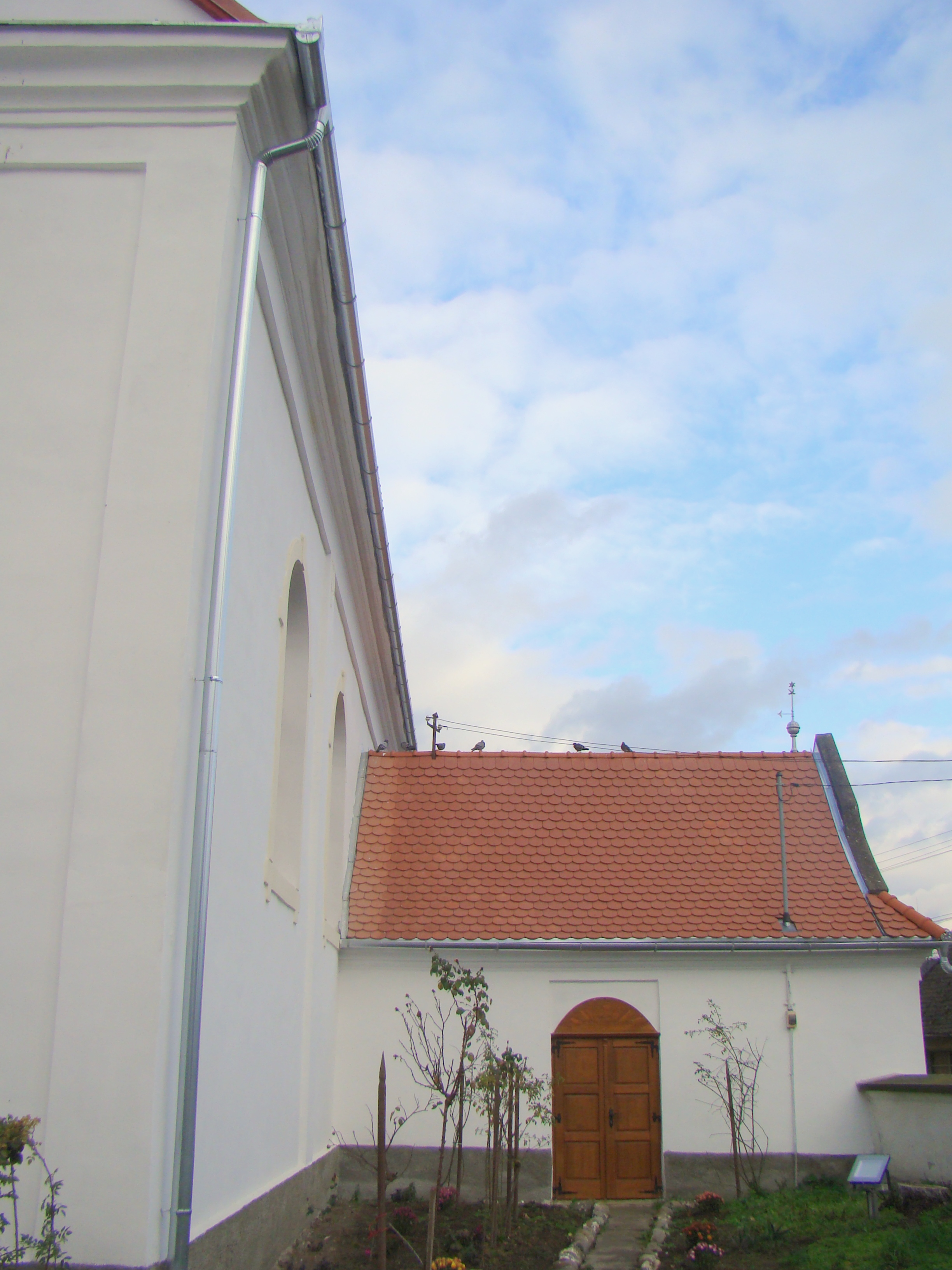
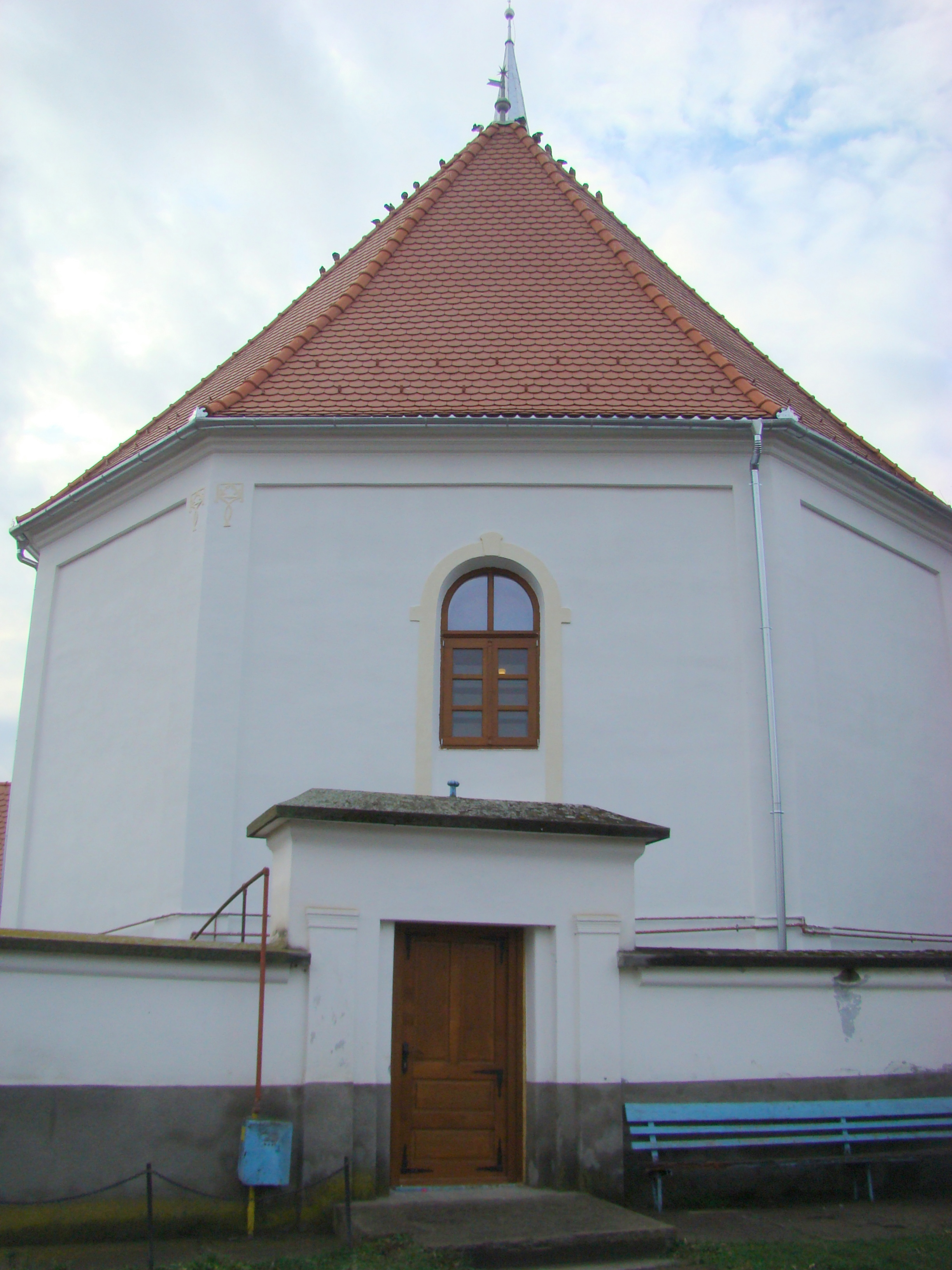
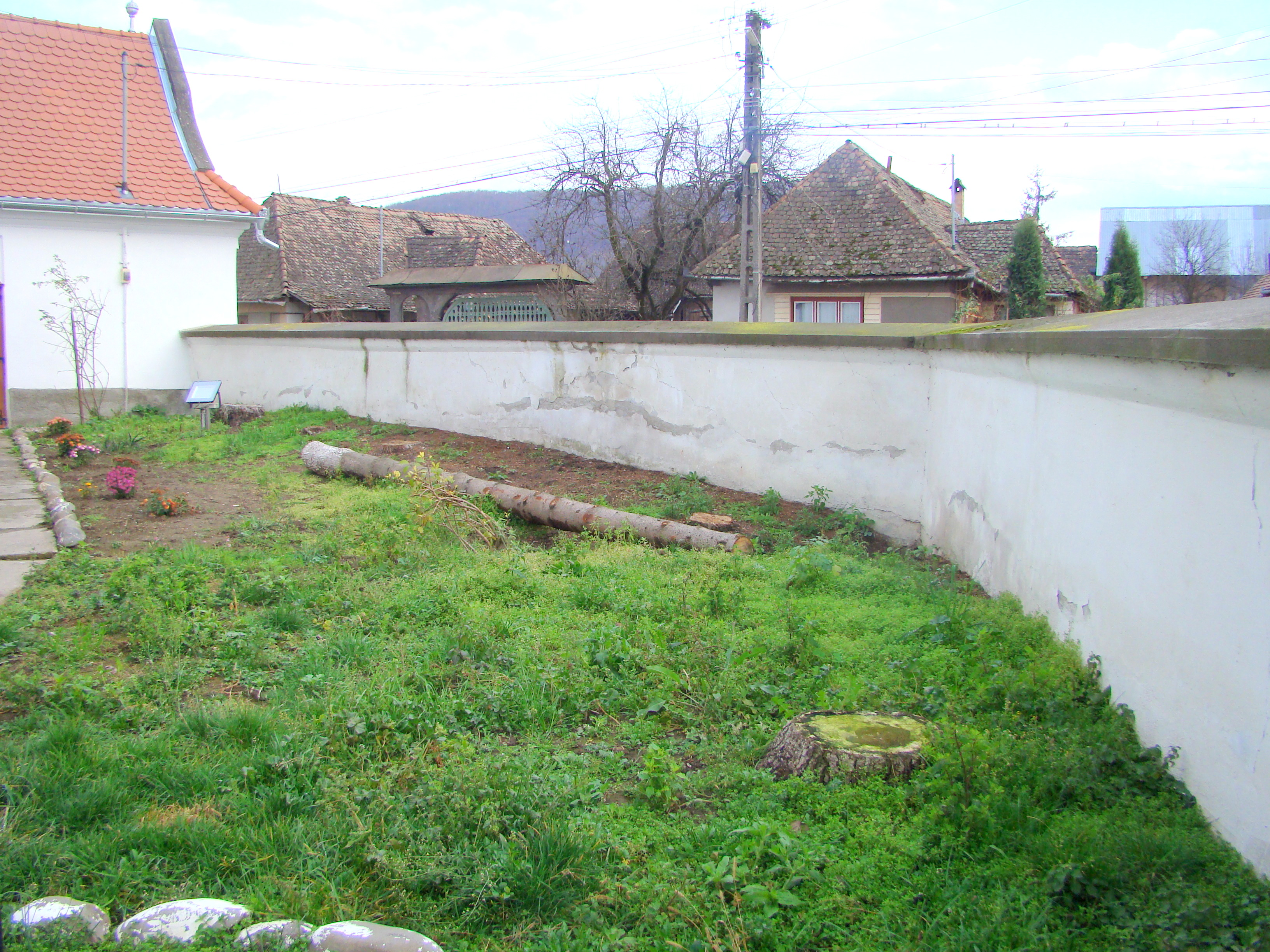
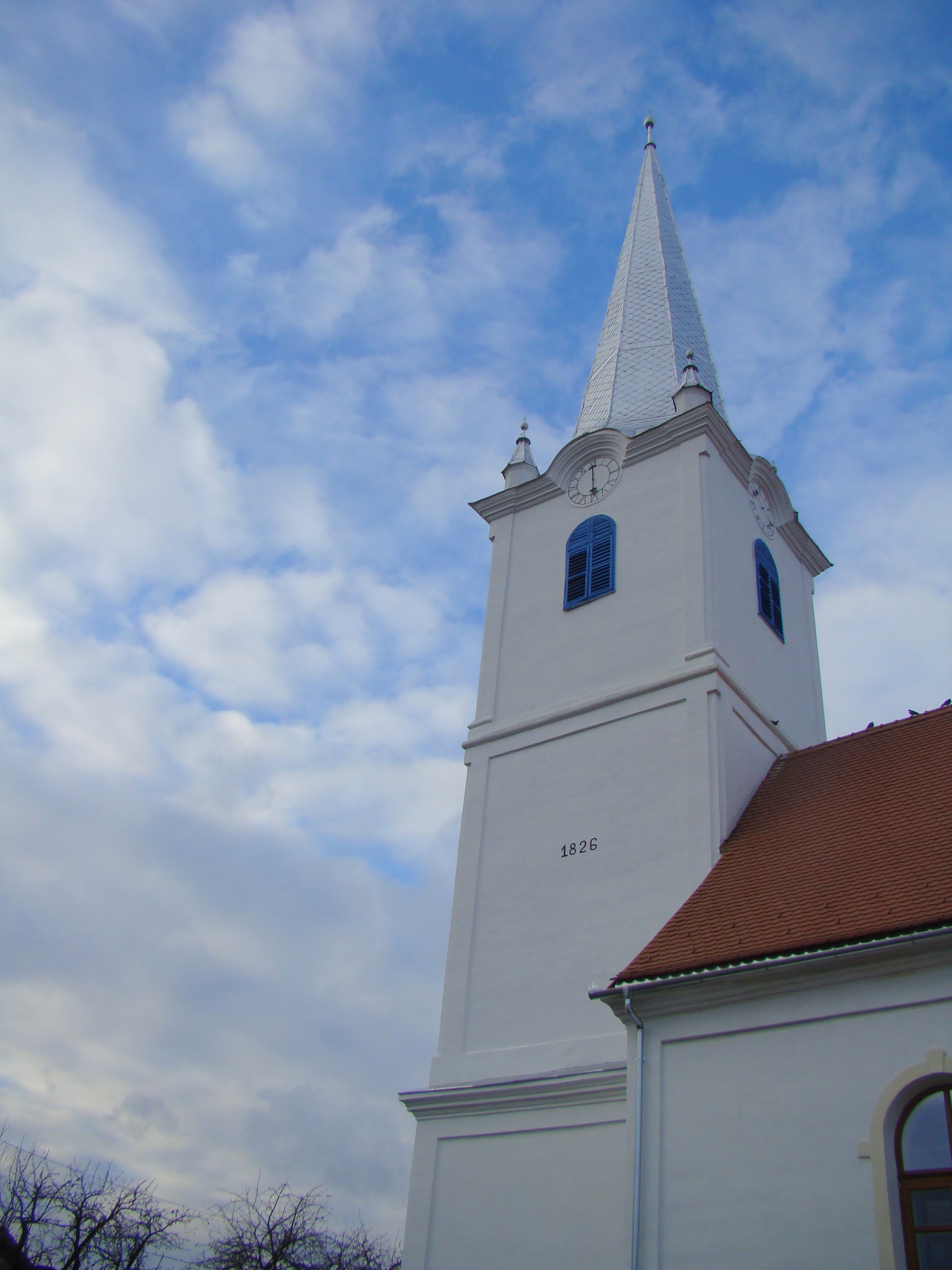
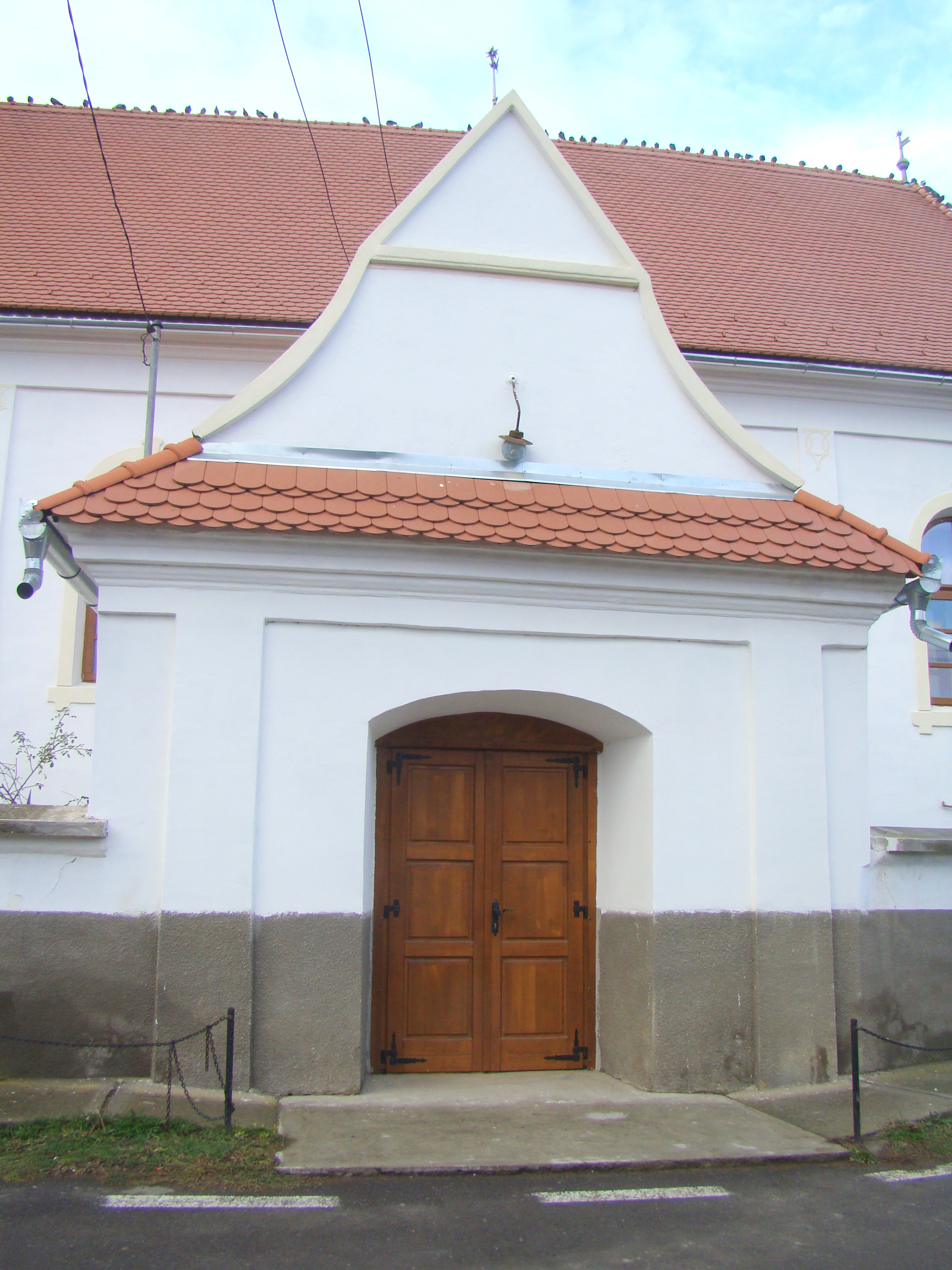
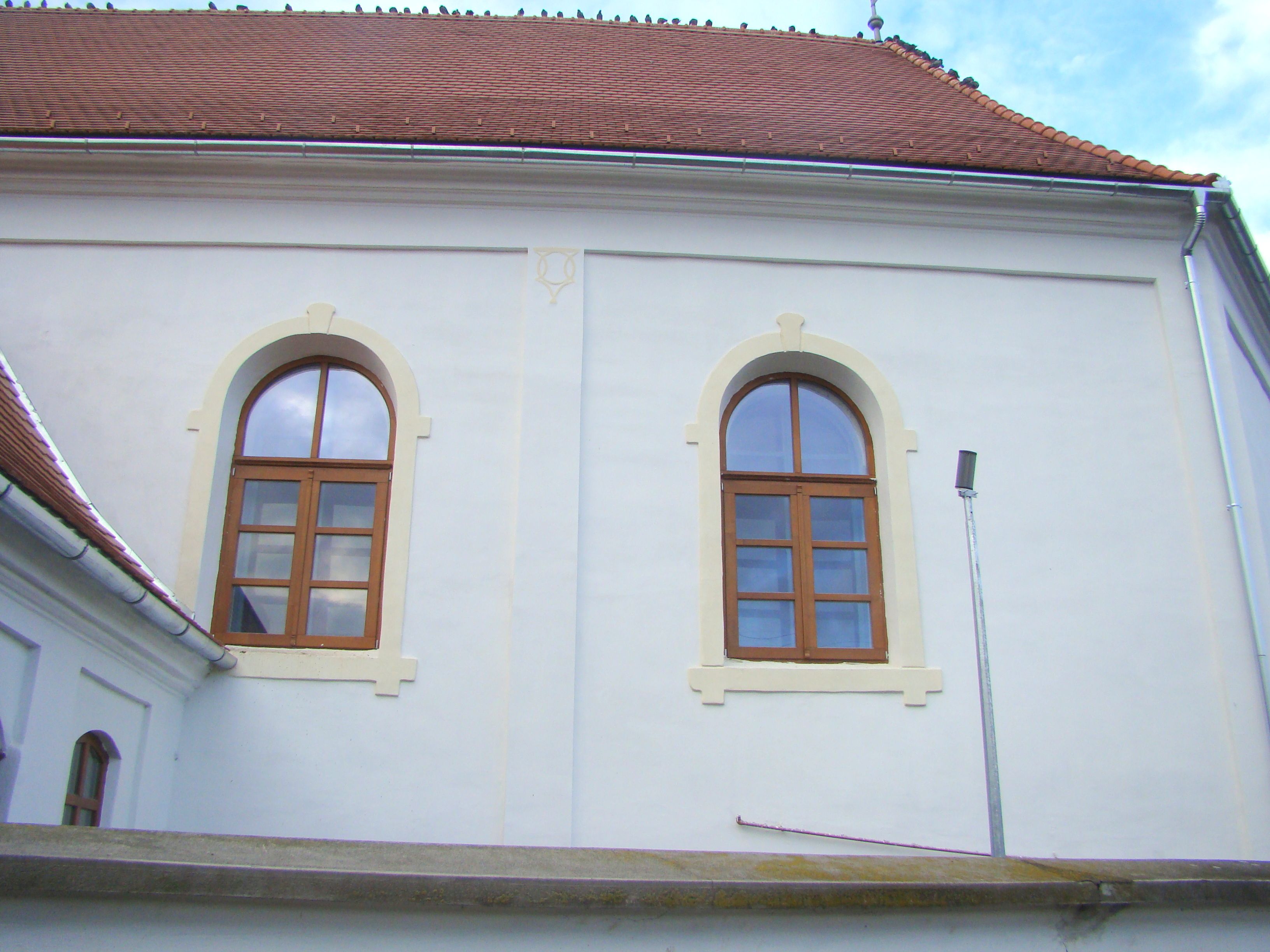
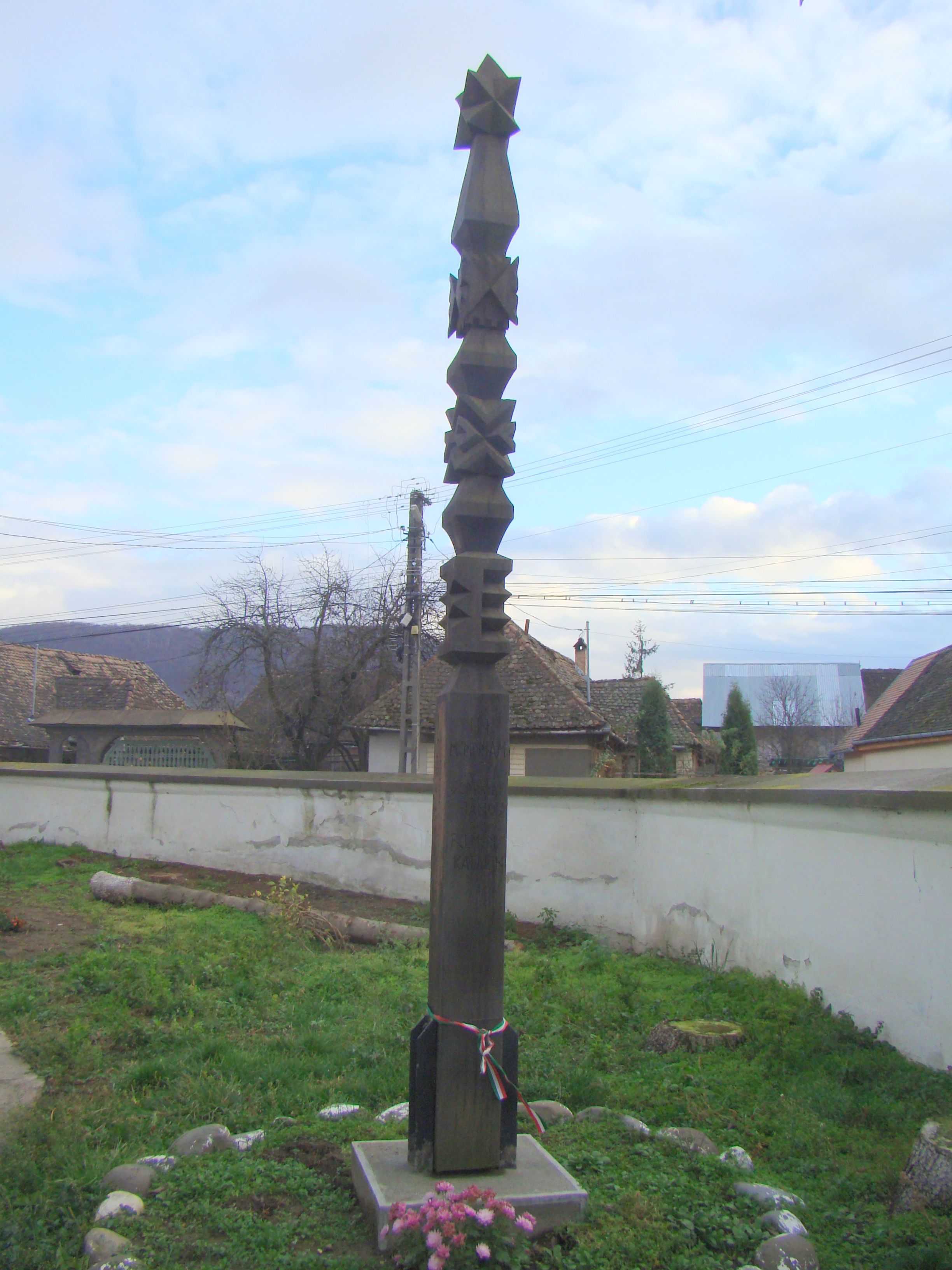
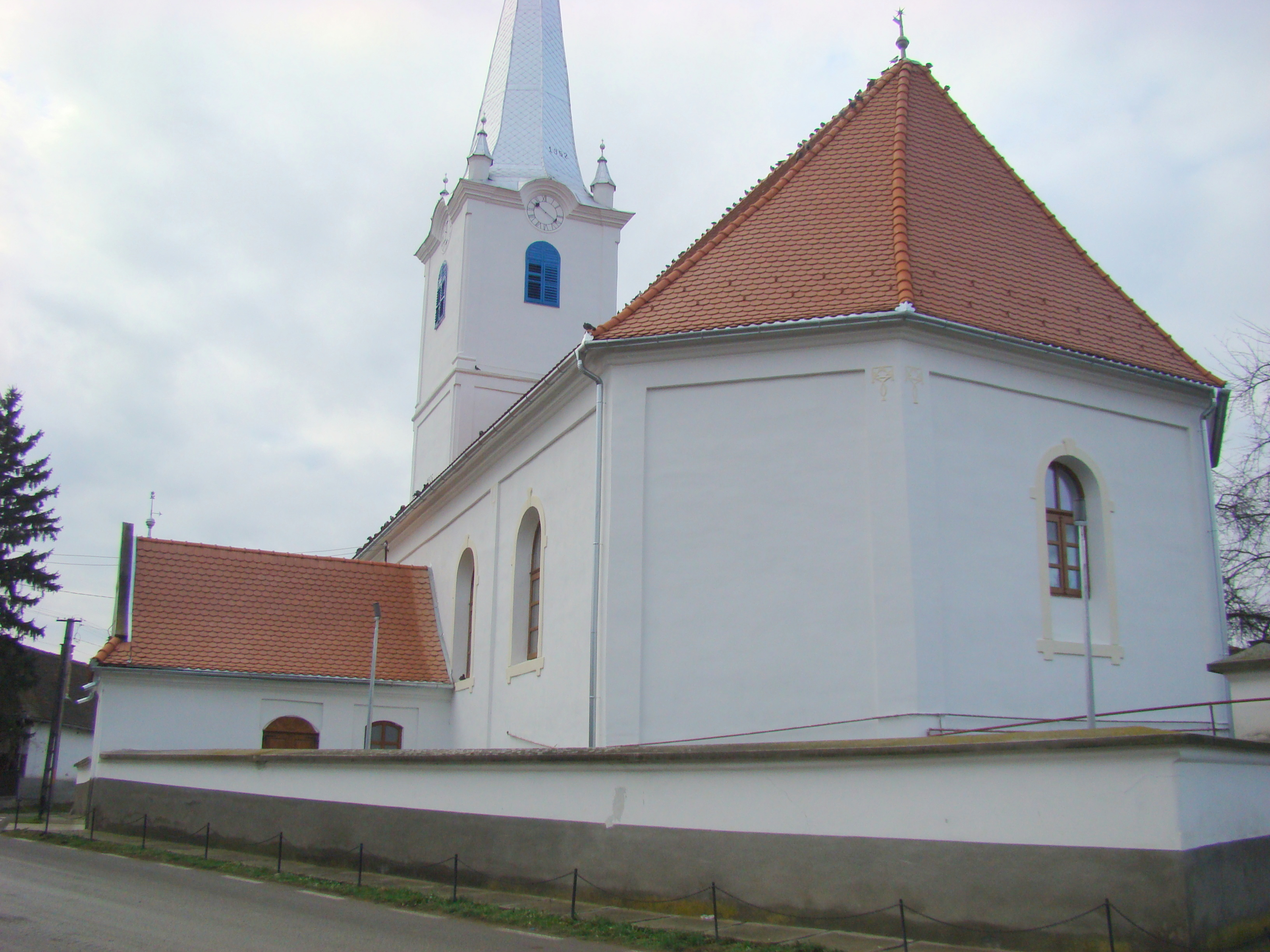
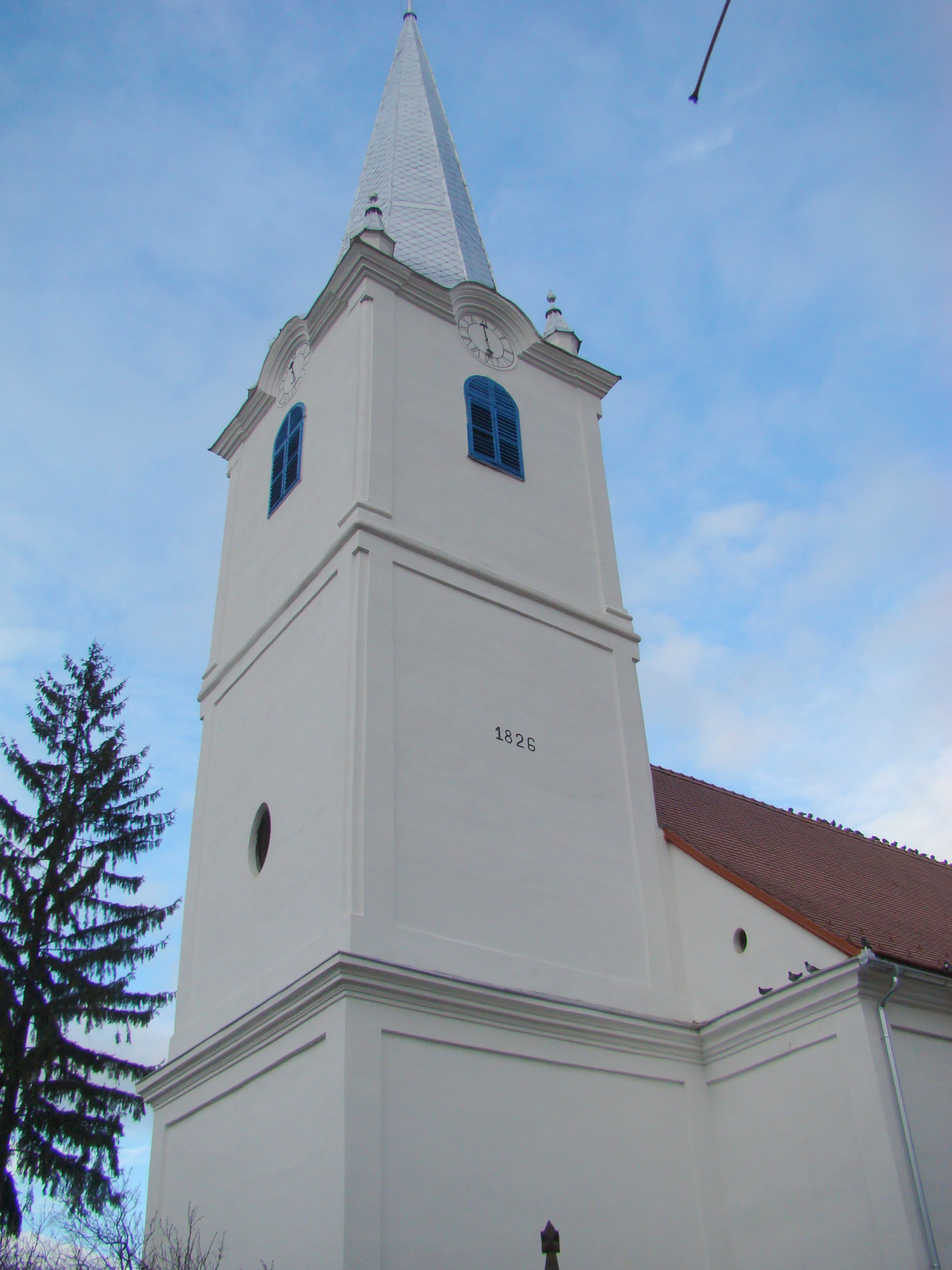
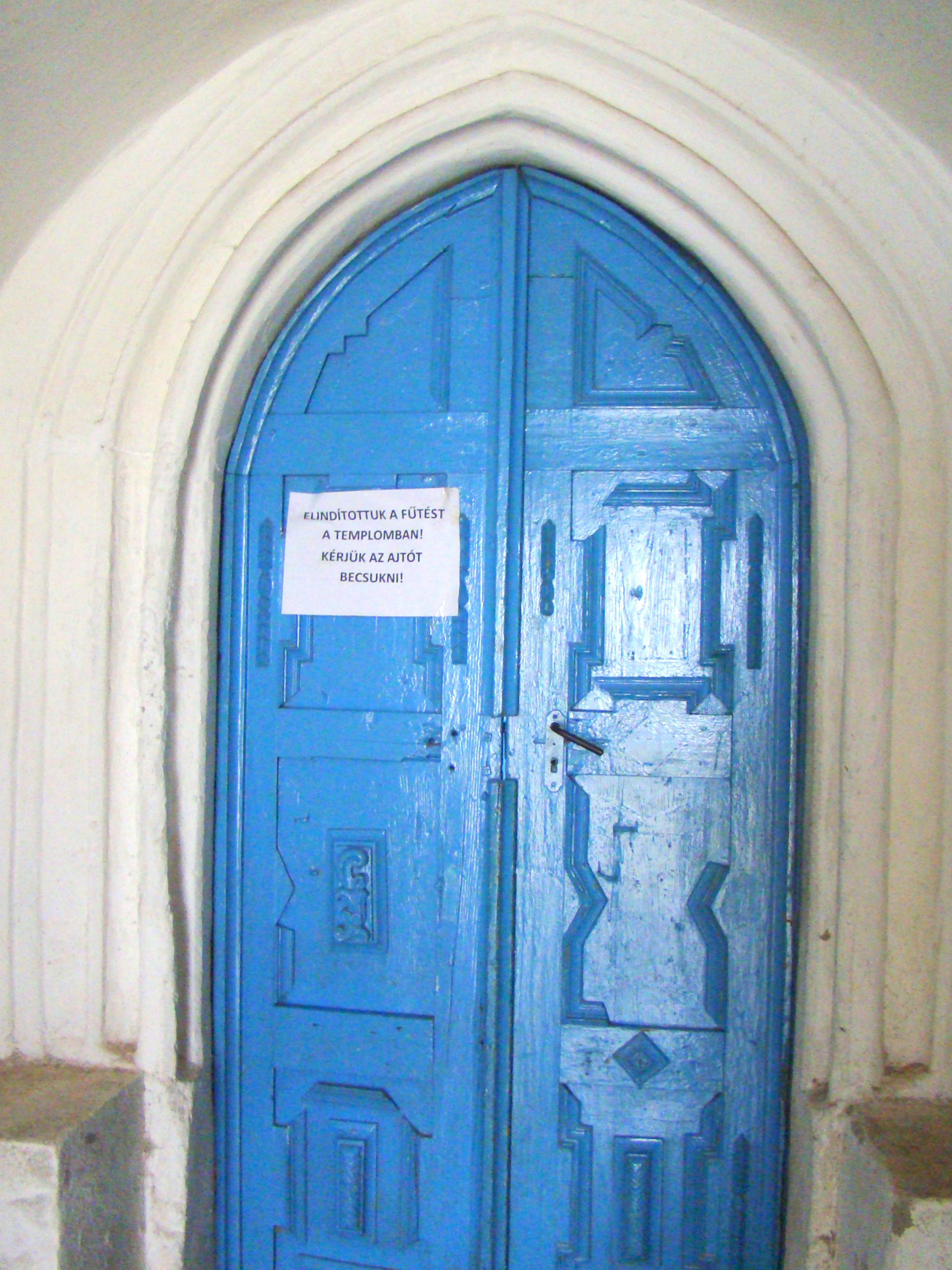
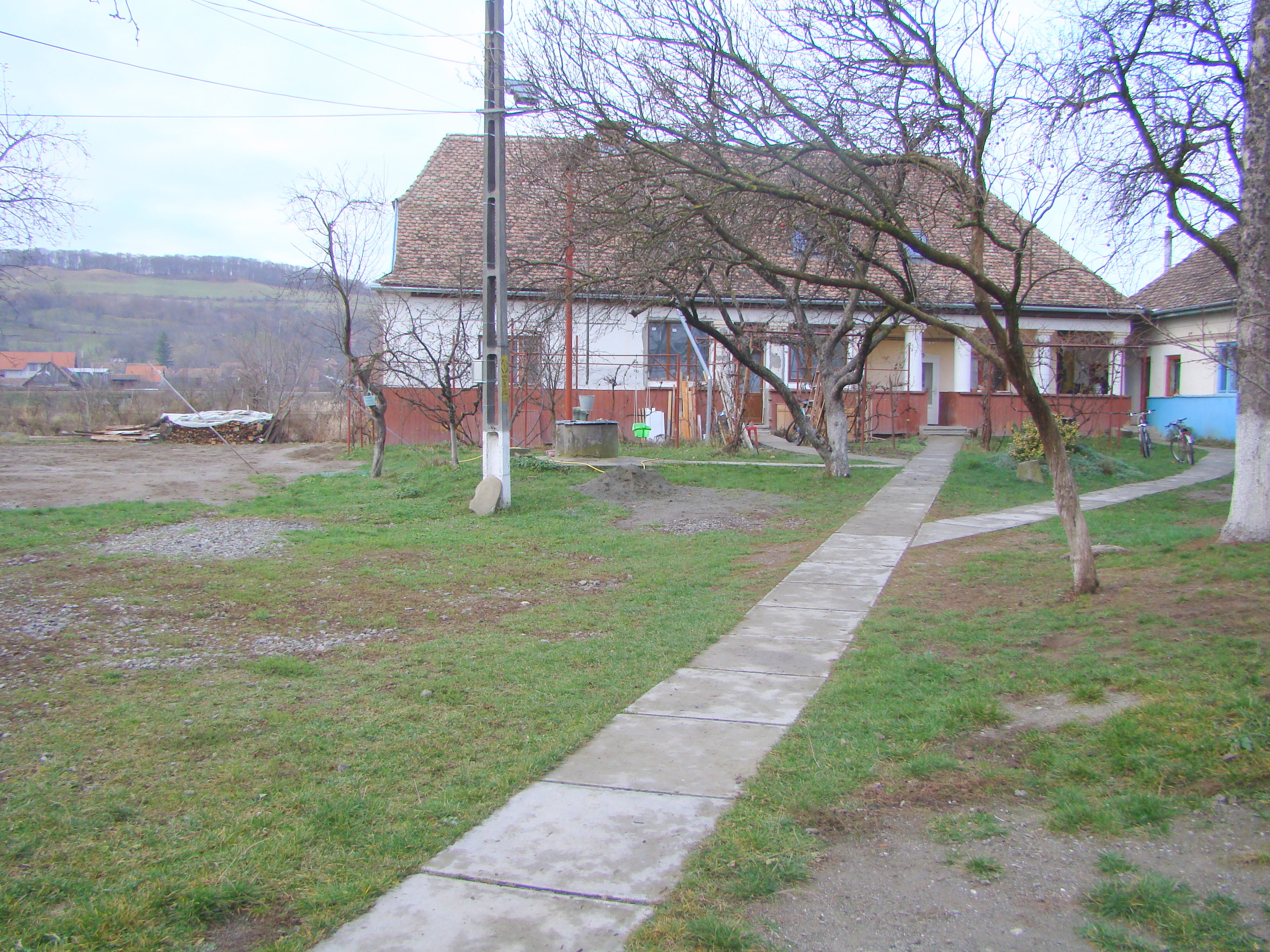
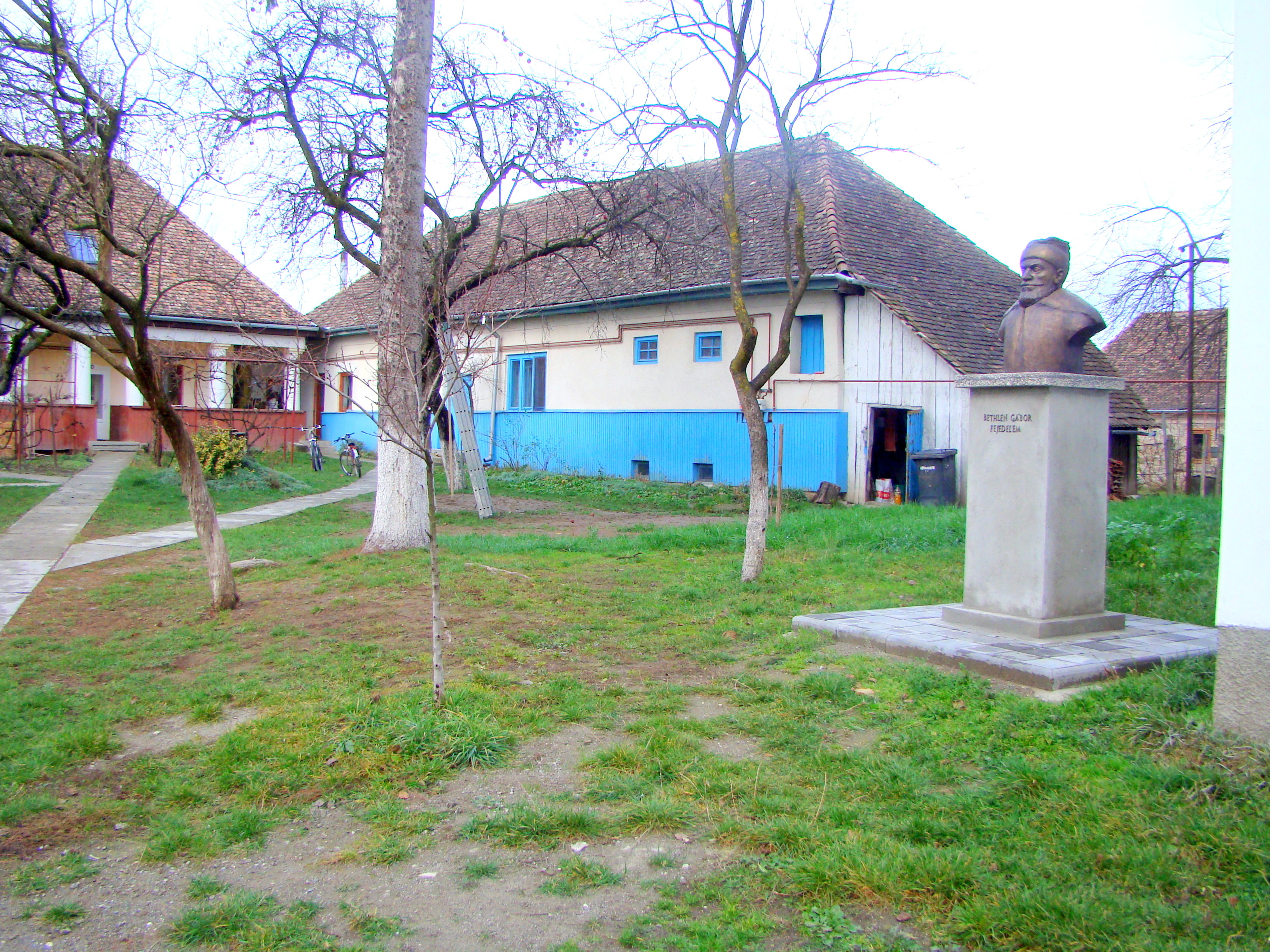
Casa parohială reformată şi bustul lui Bethlen Gábor
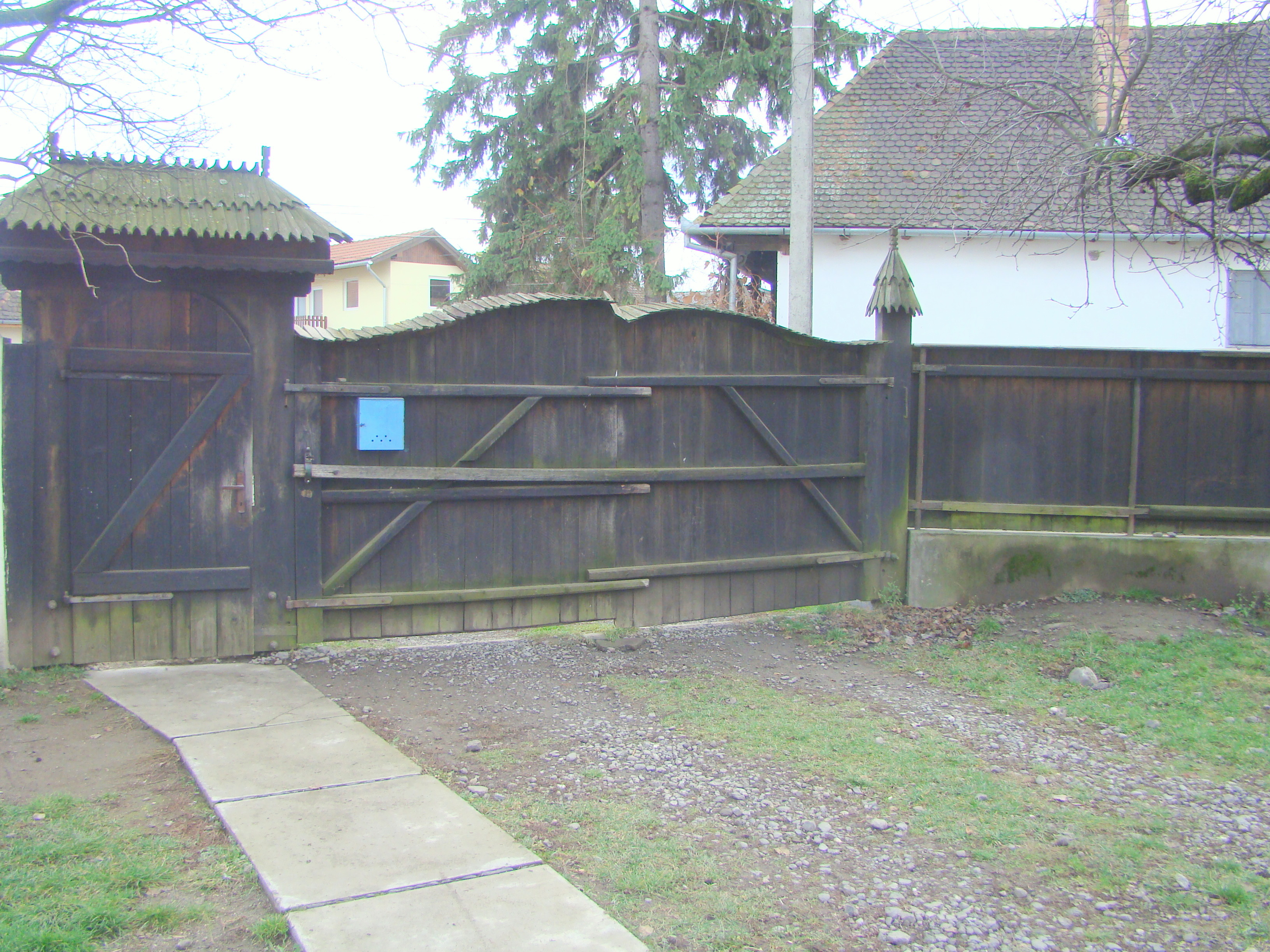
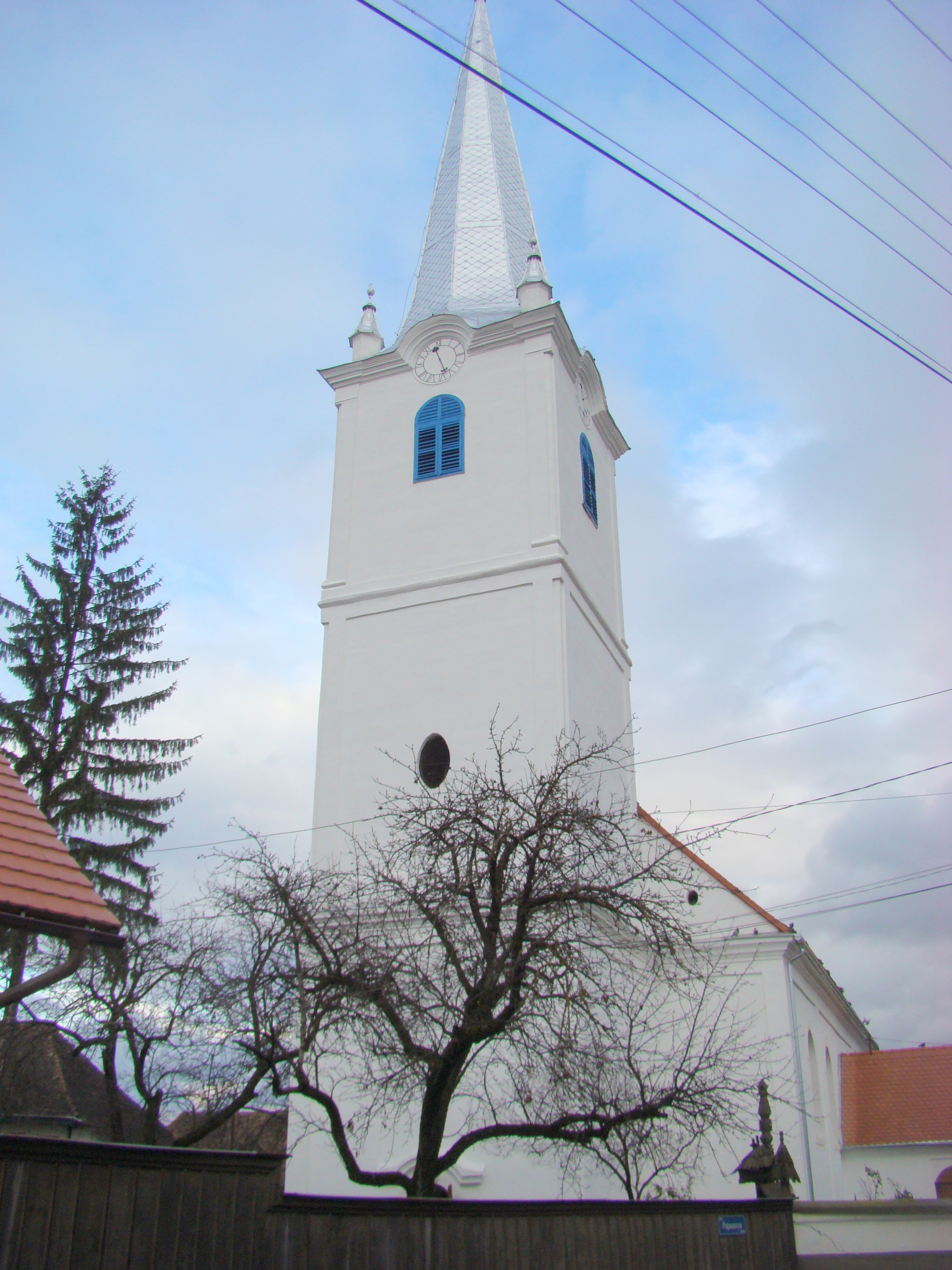
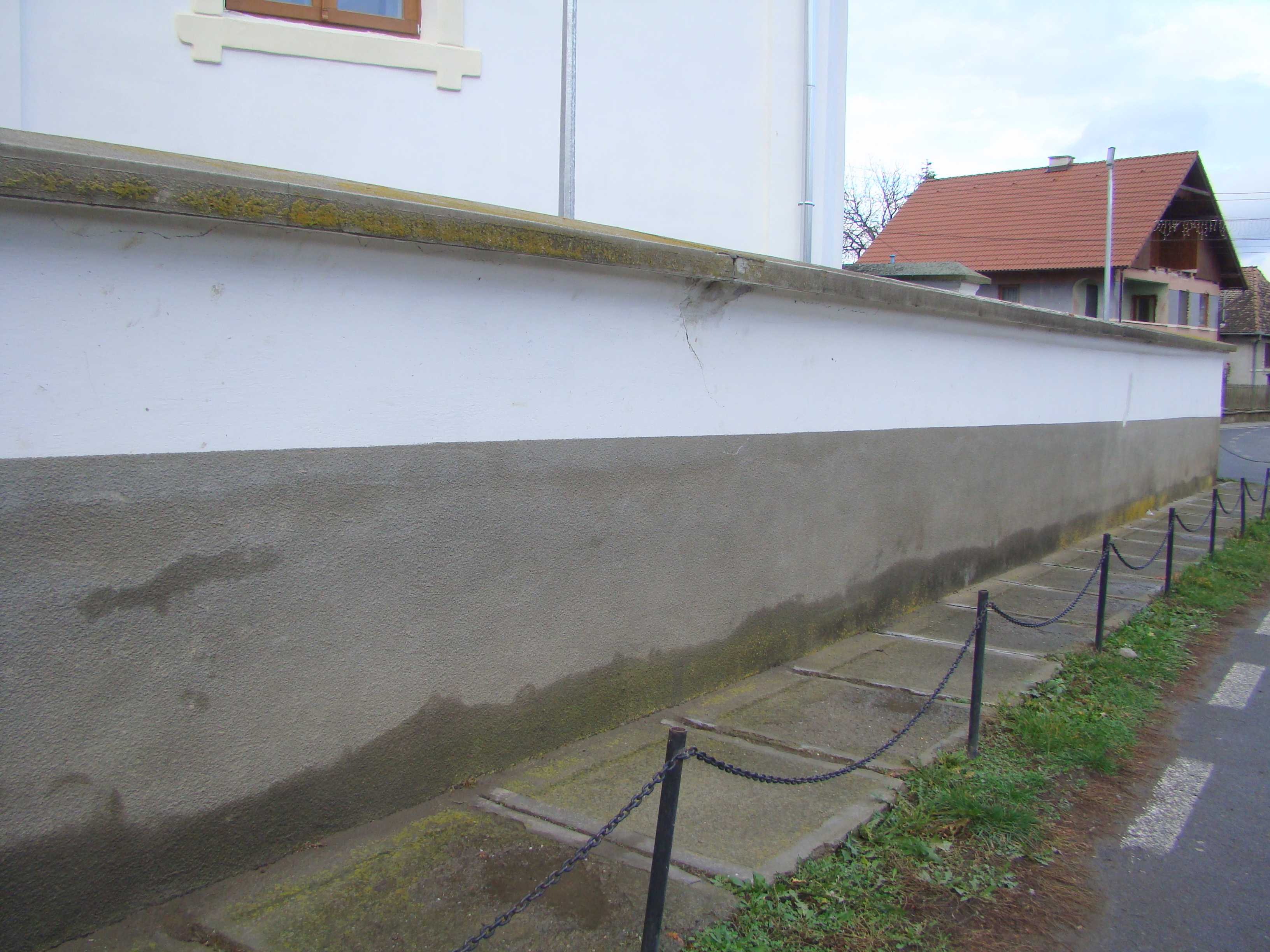
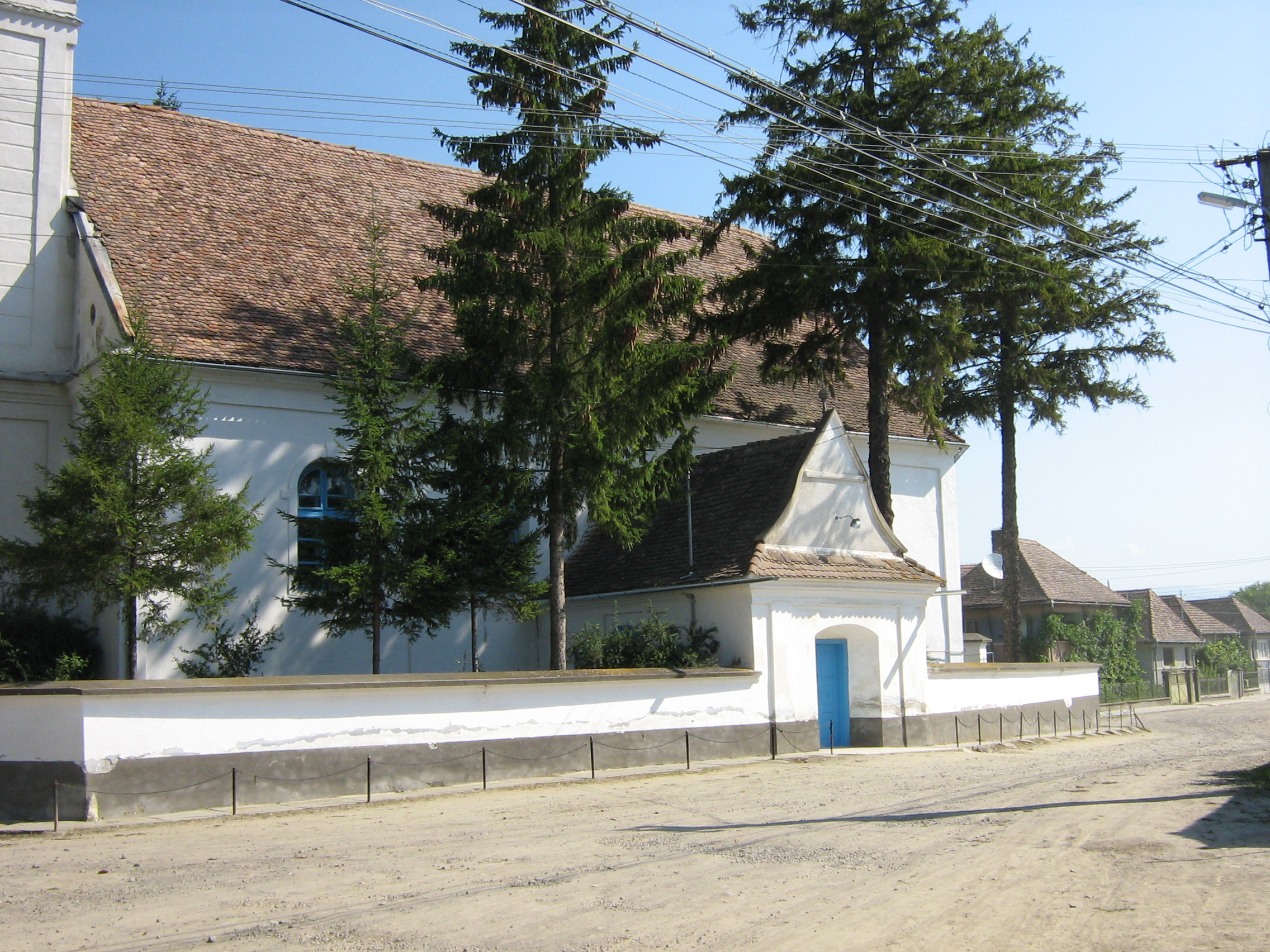

### Interior

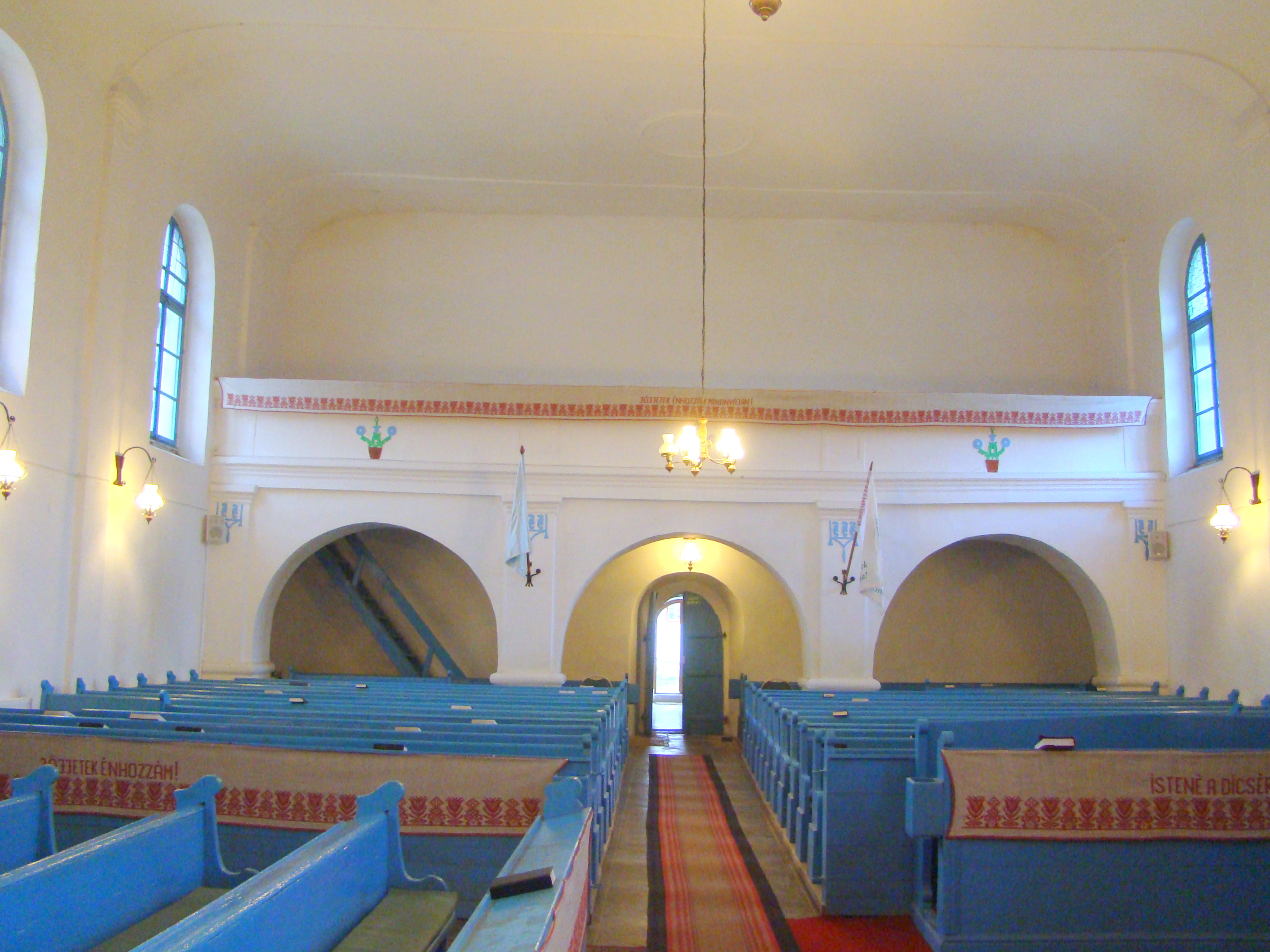
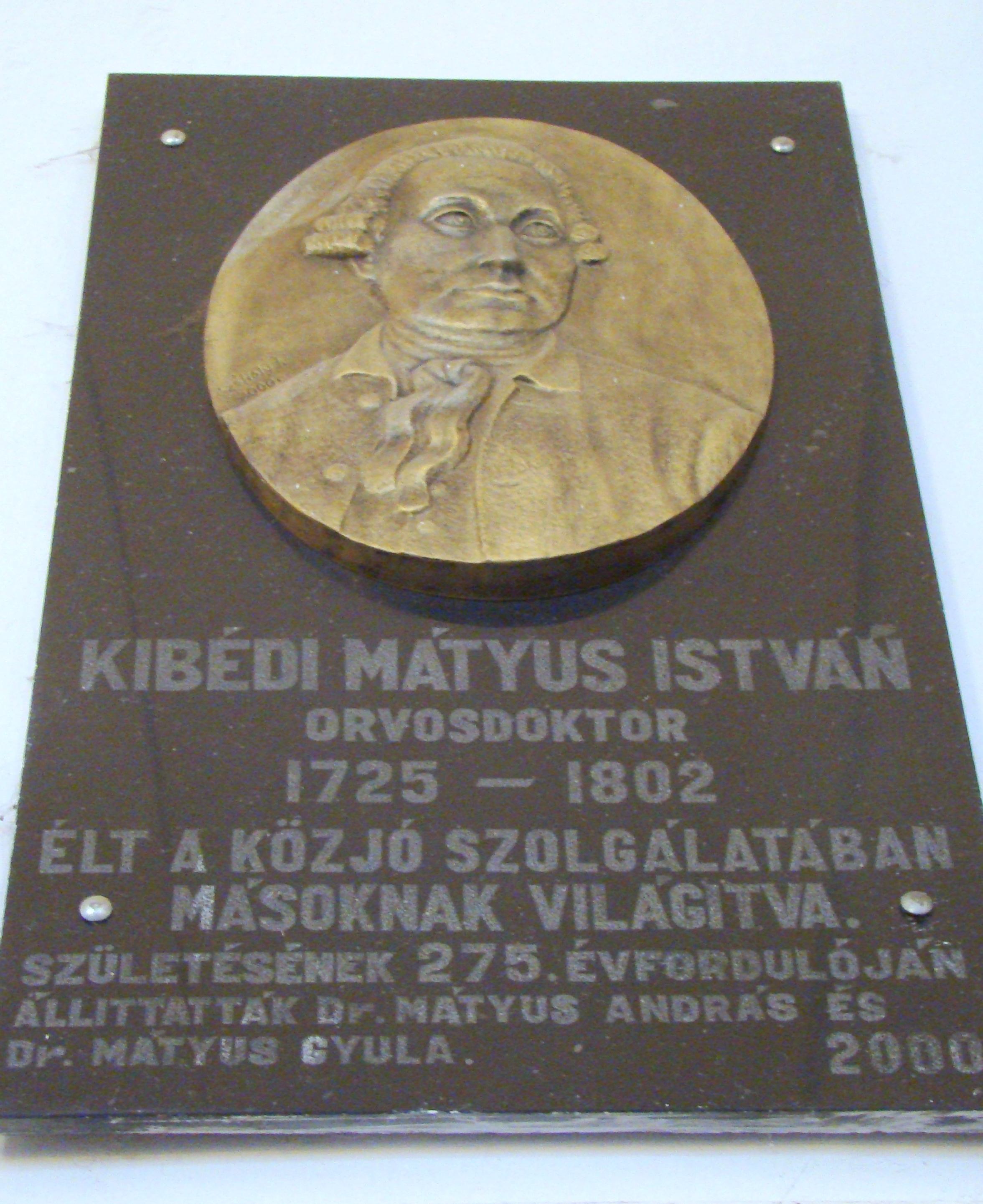
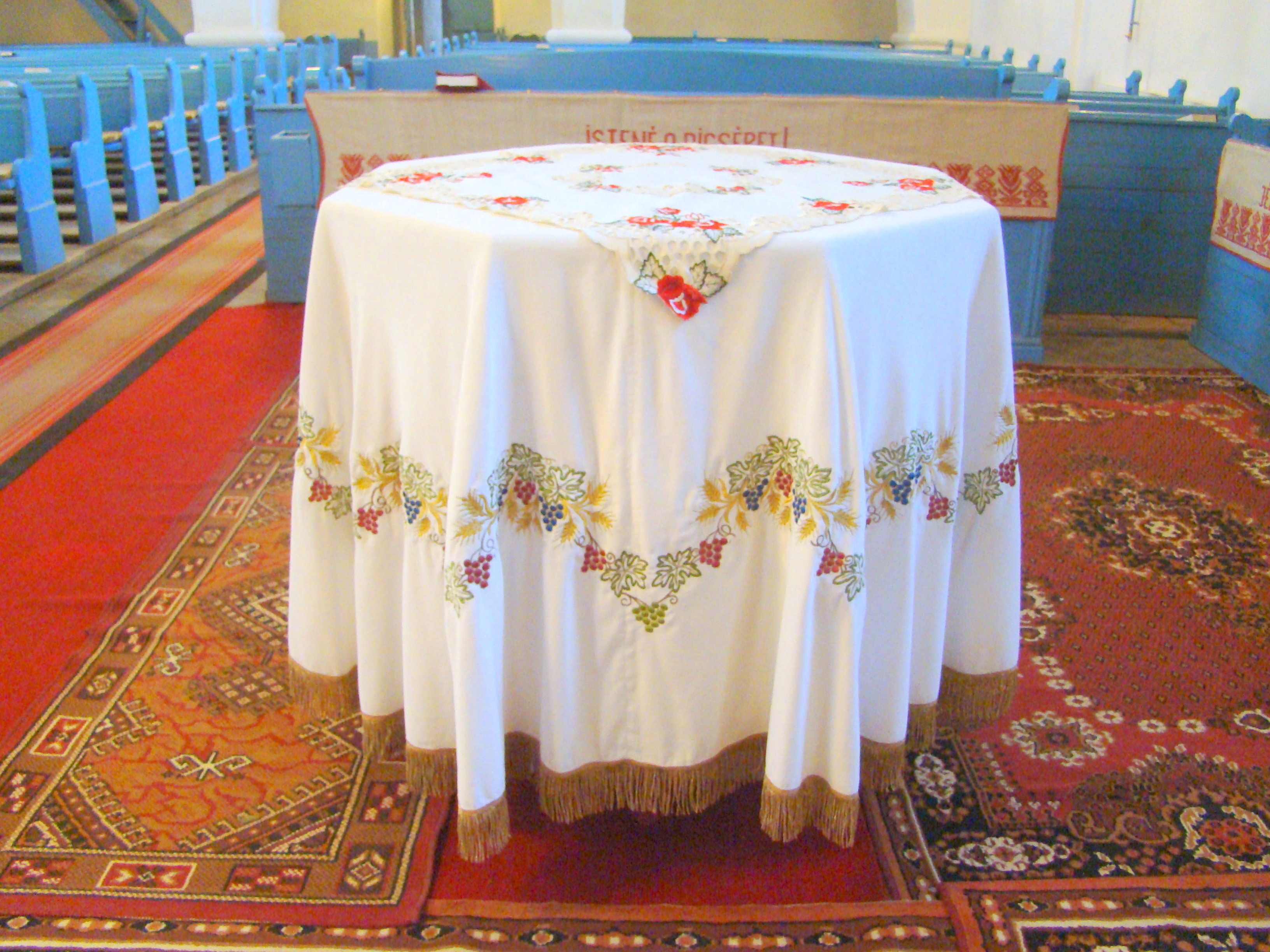
Masa Domnului
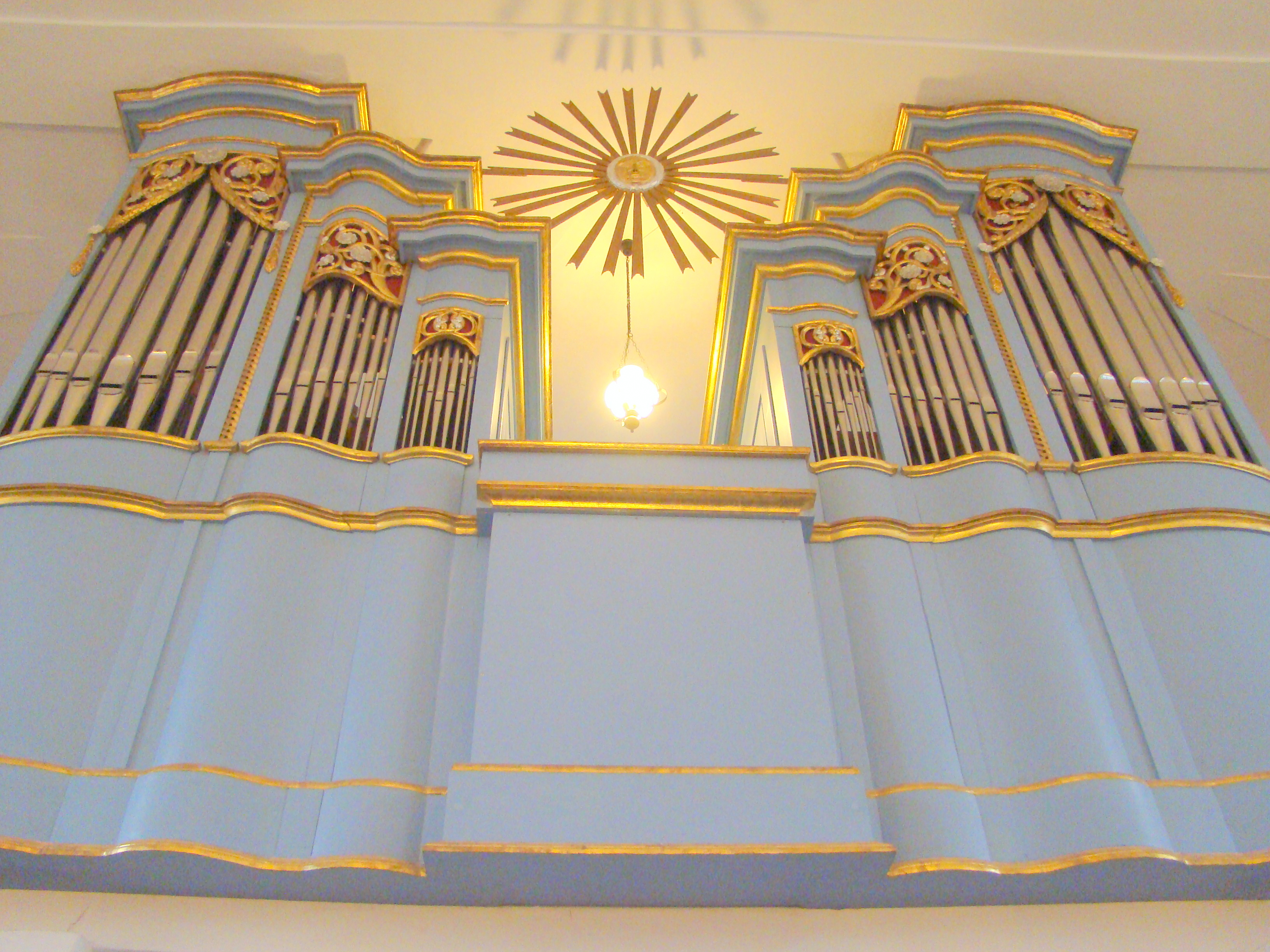
Orga bisericii construită de Bodor Péter în 1847
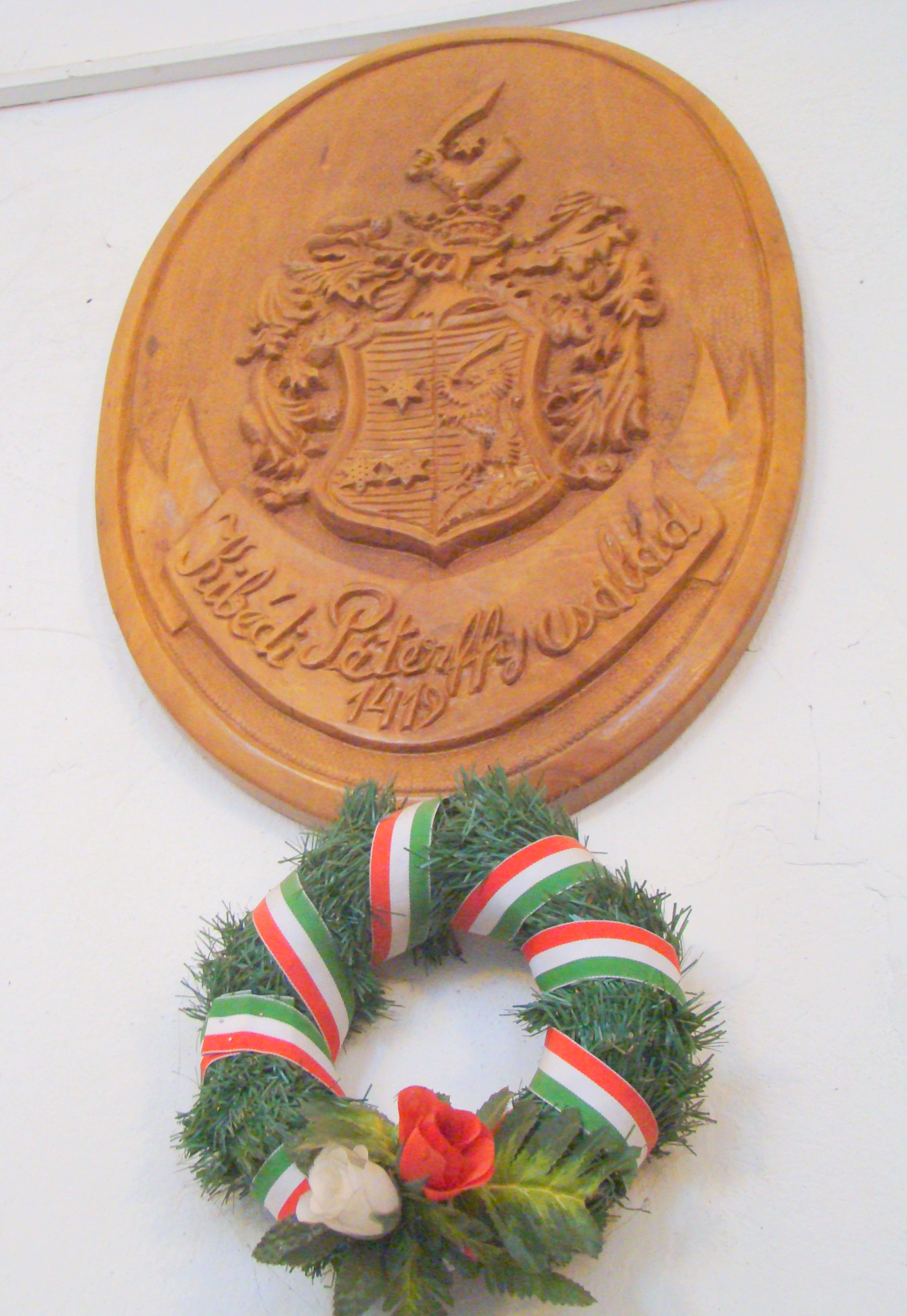
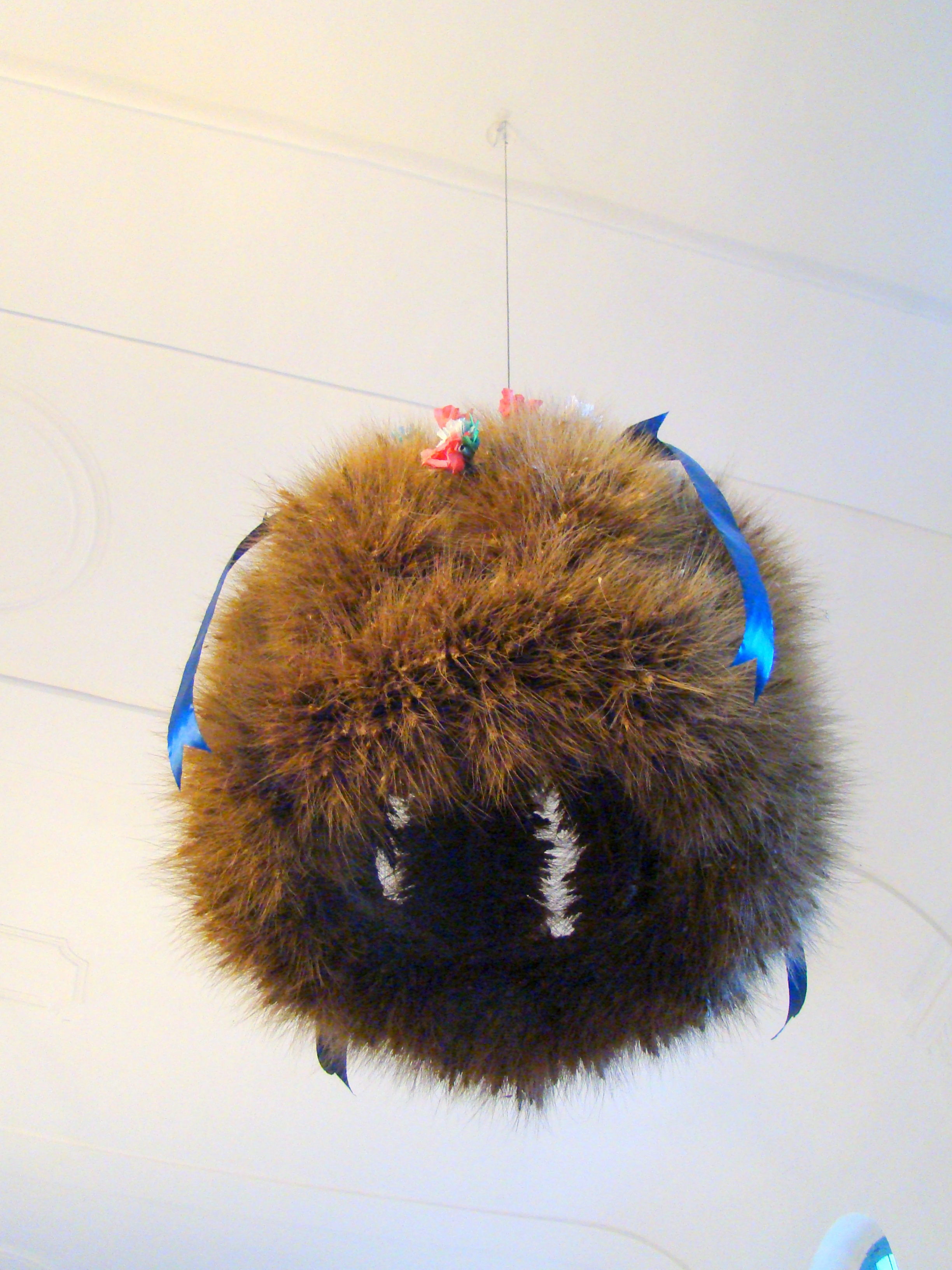
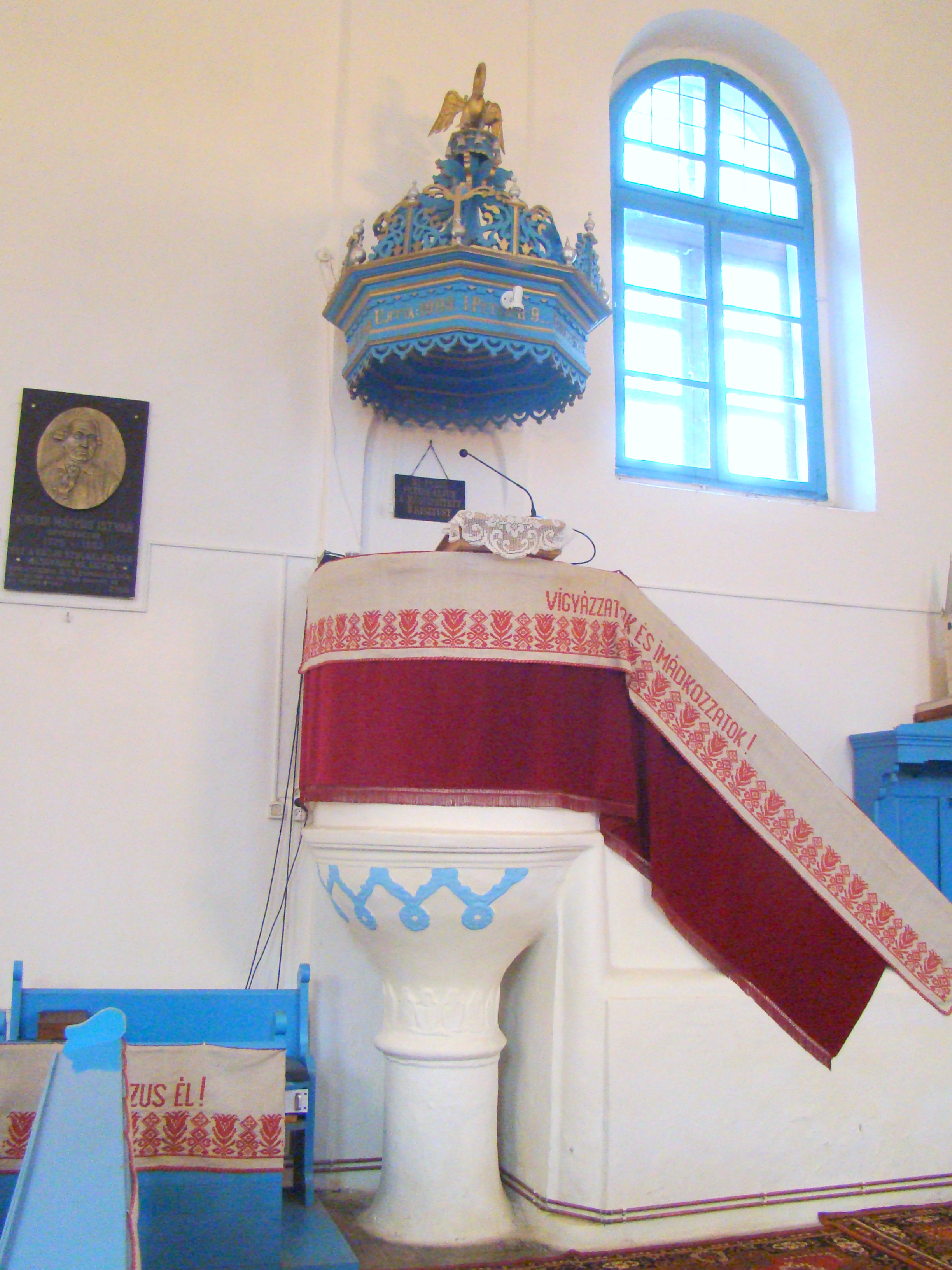
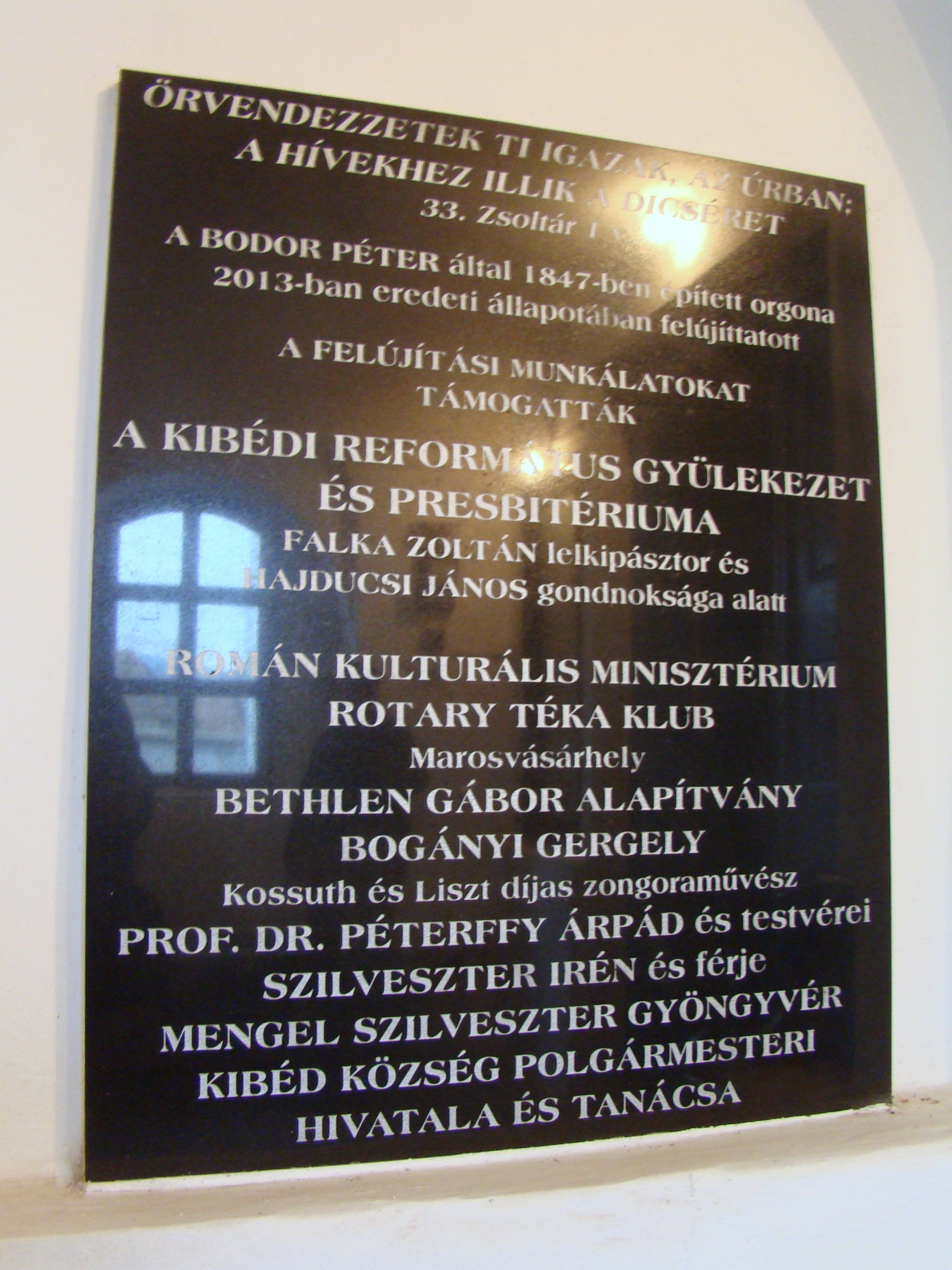
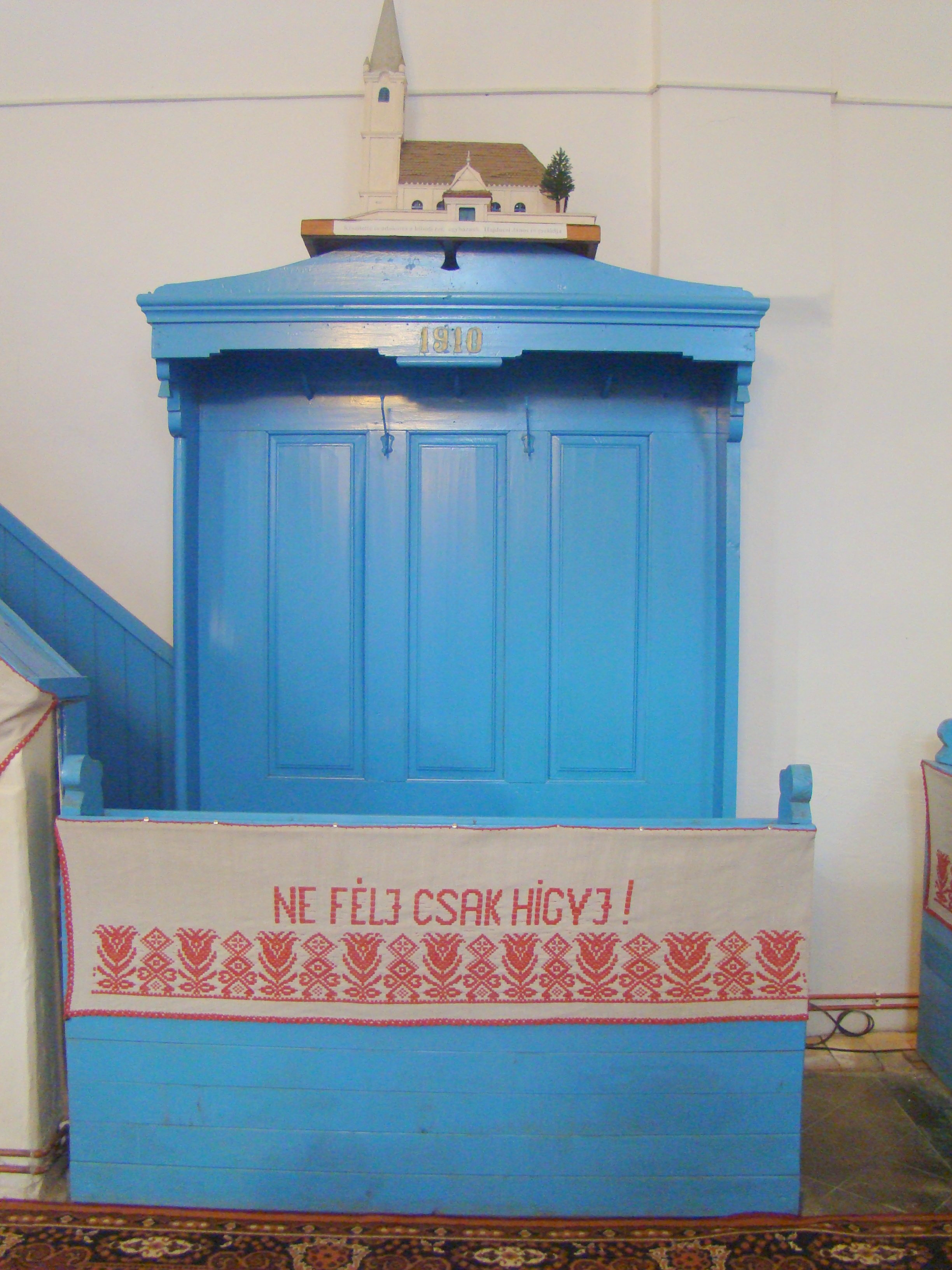
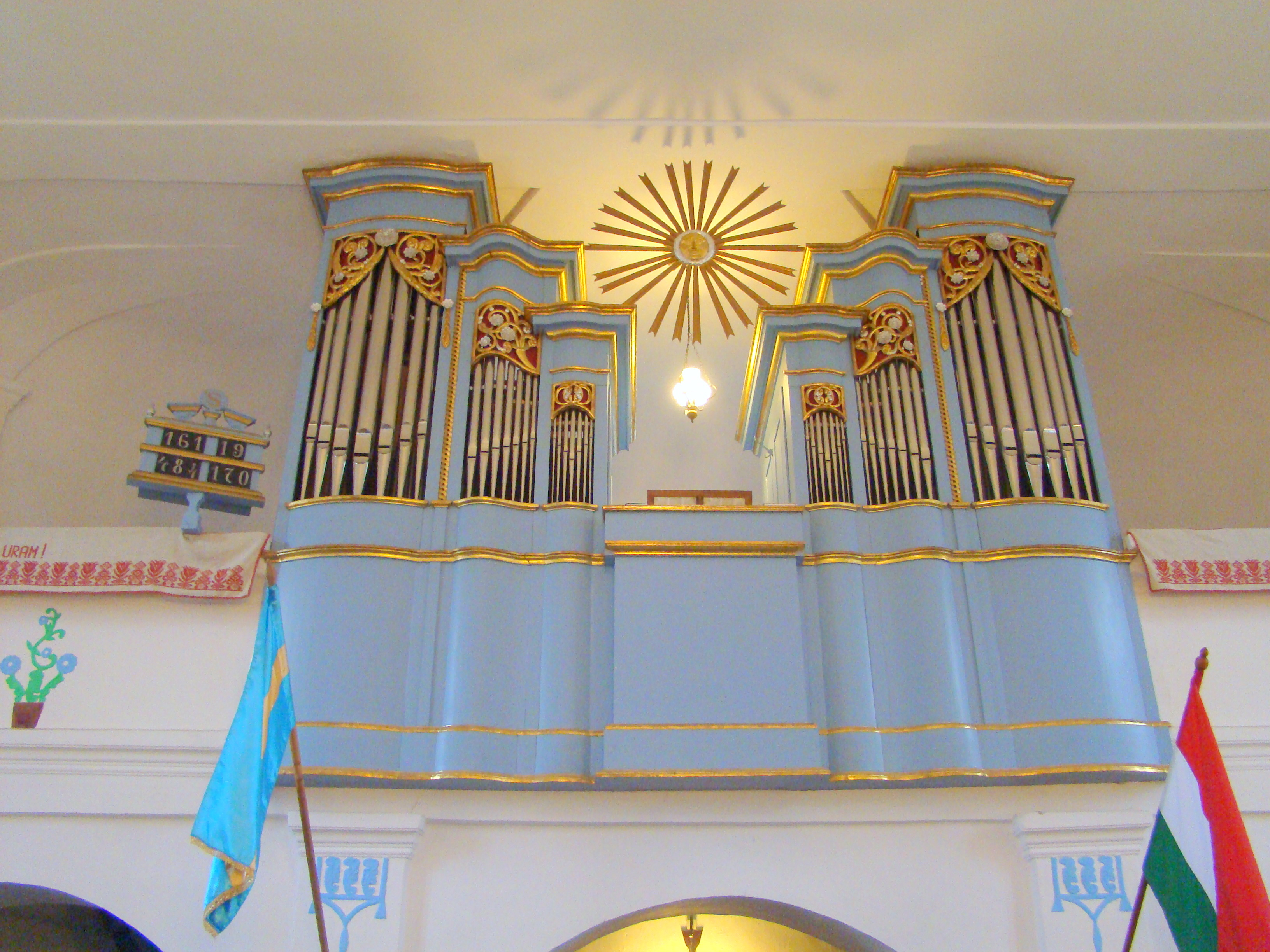
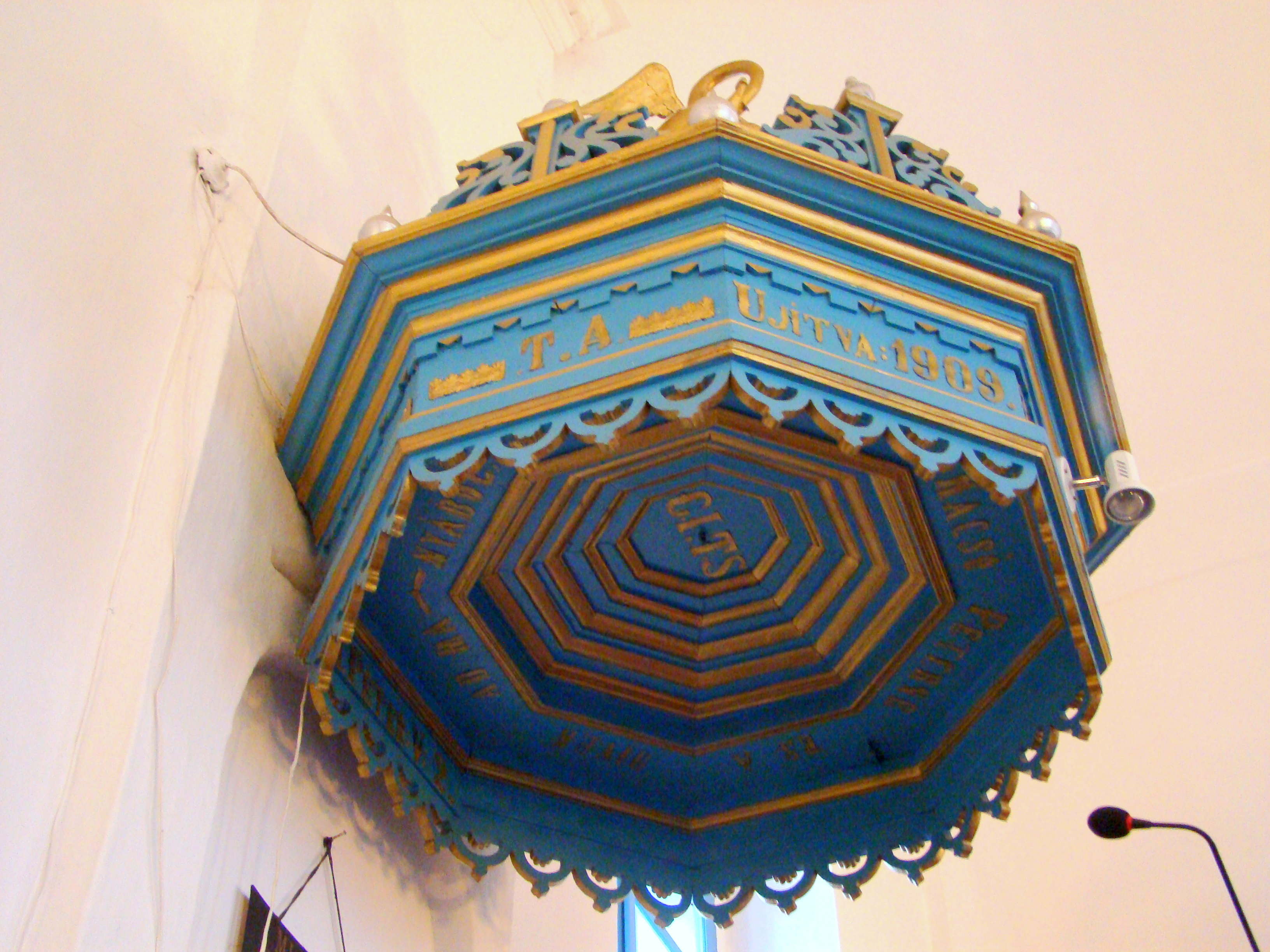
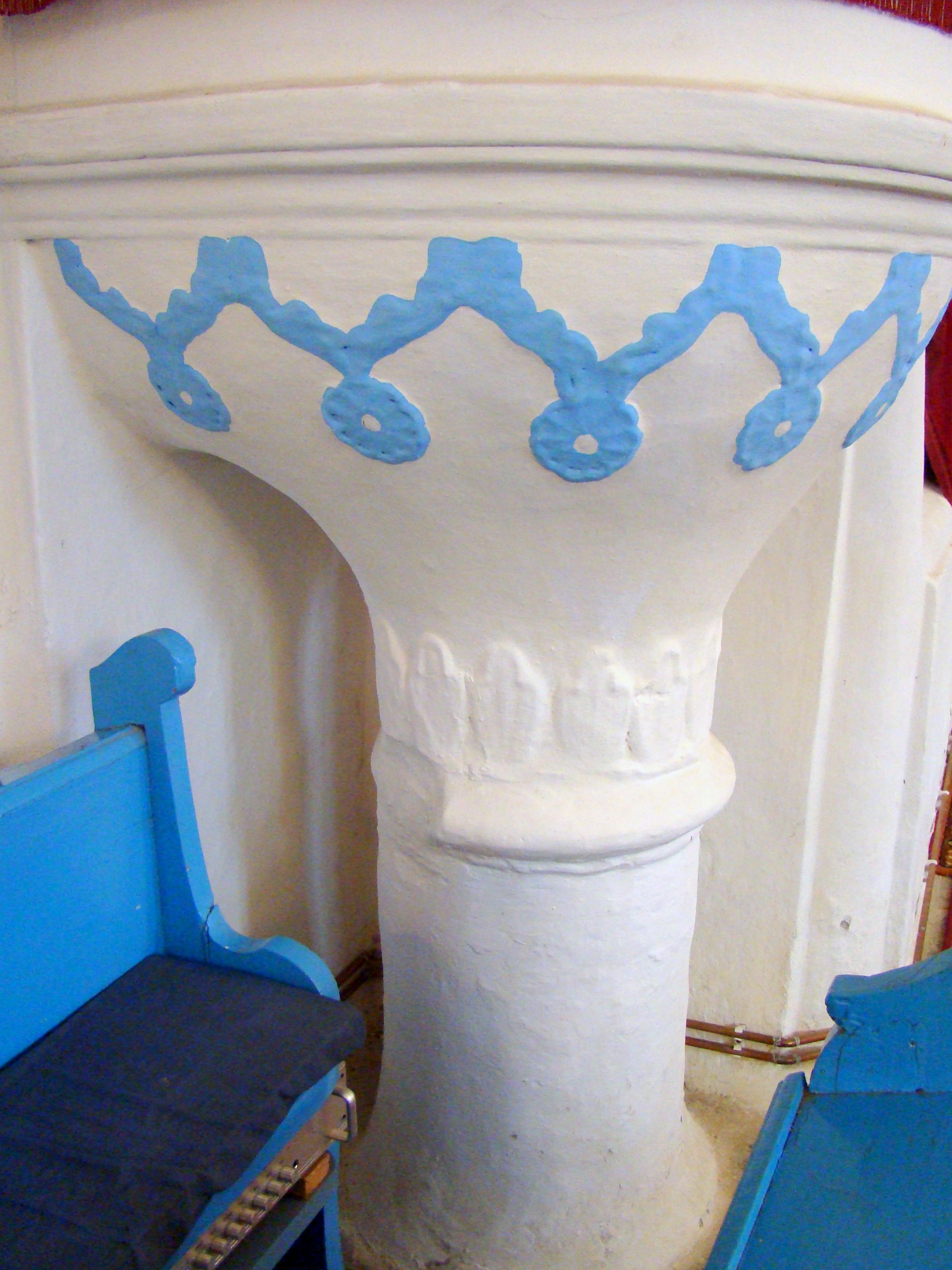
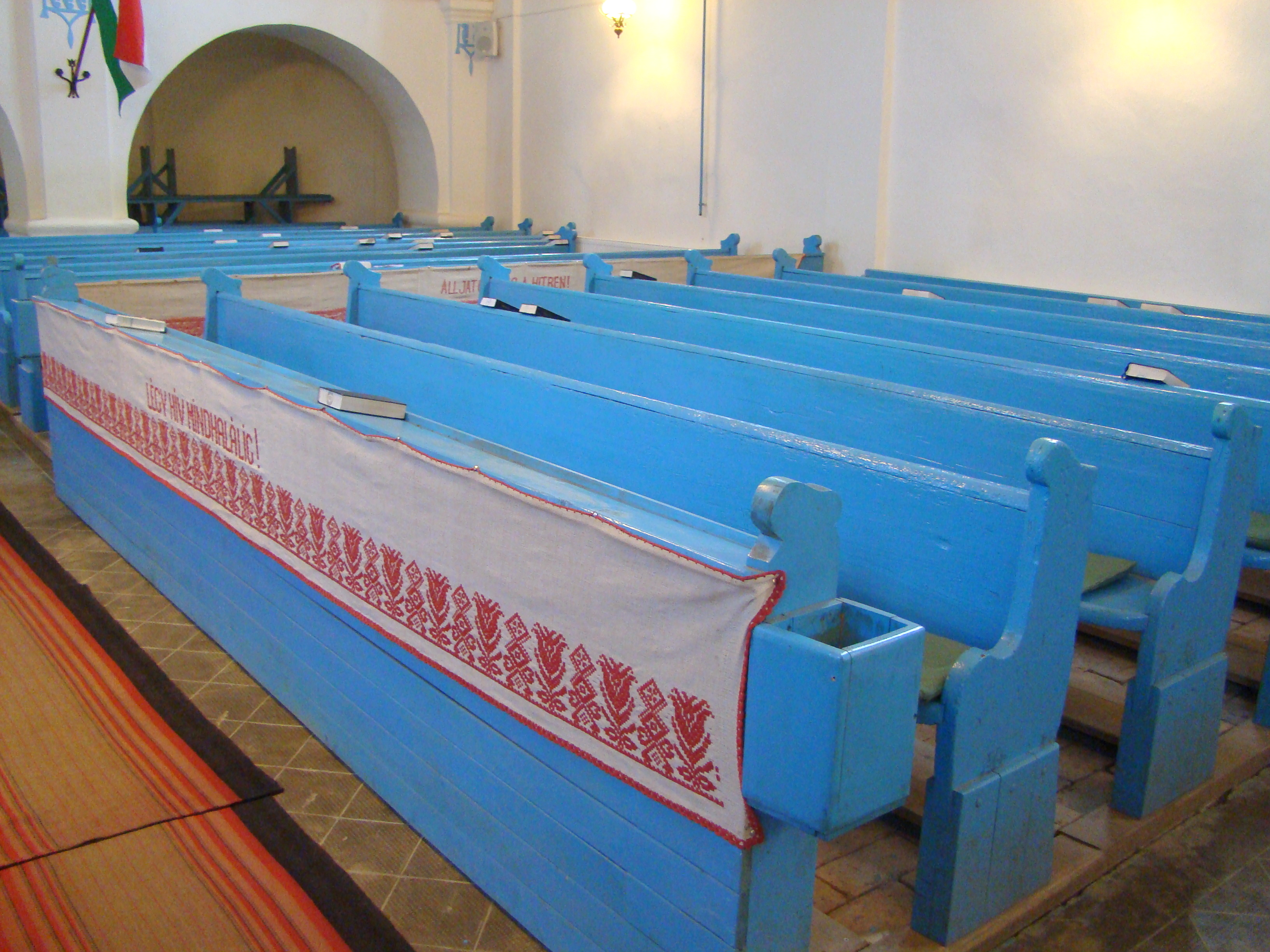
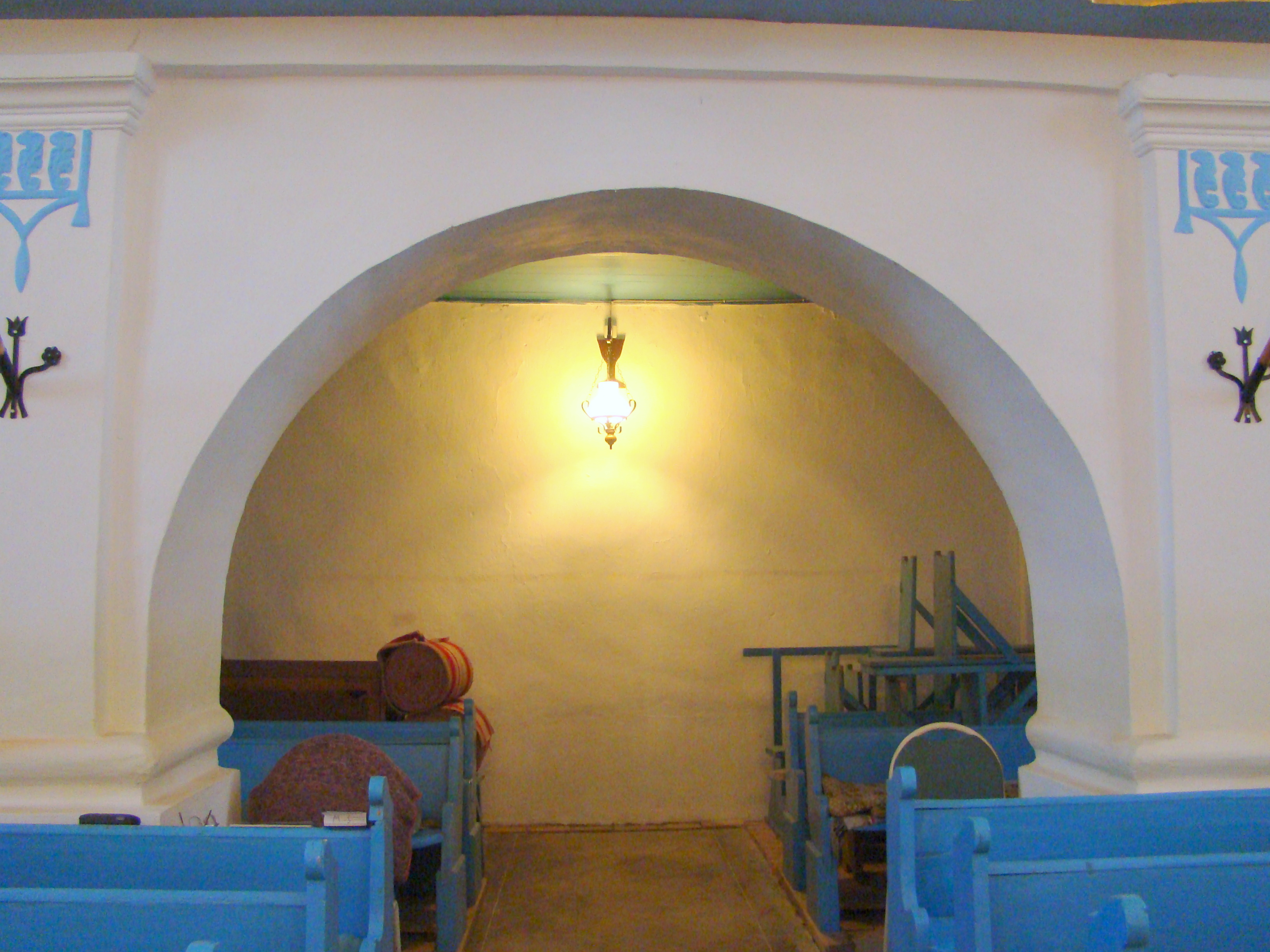
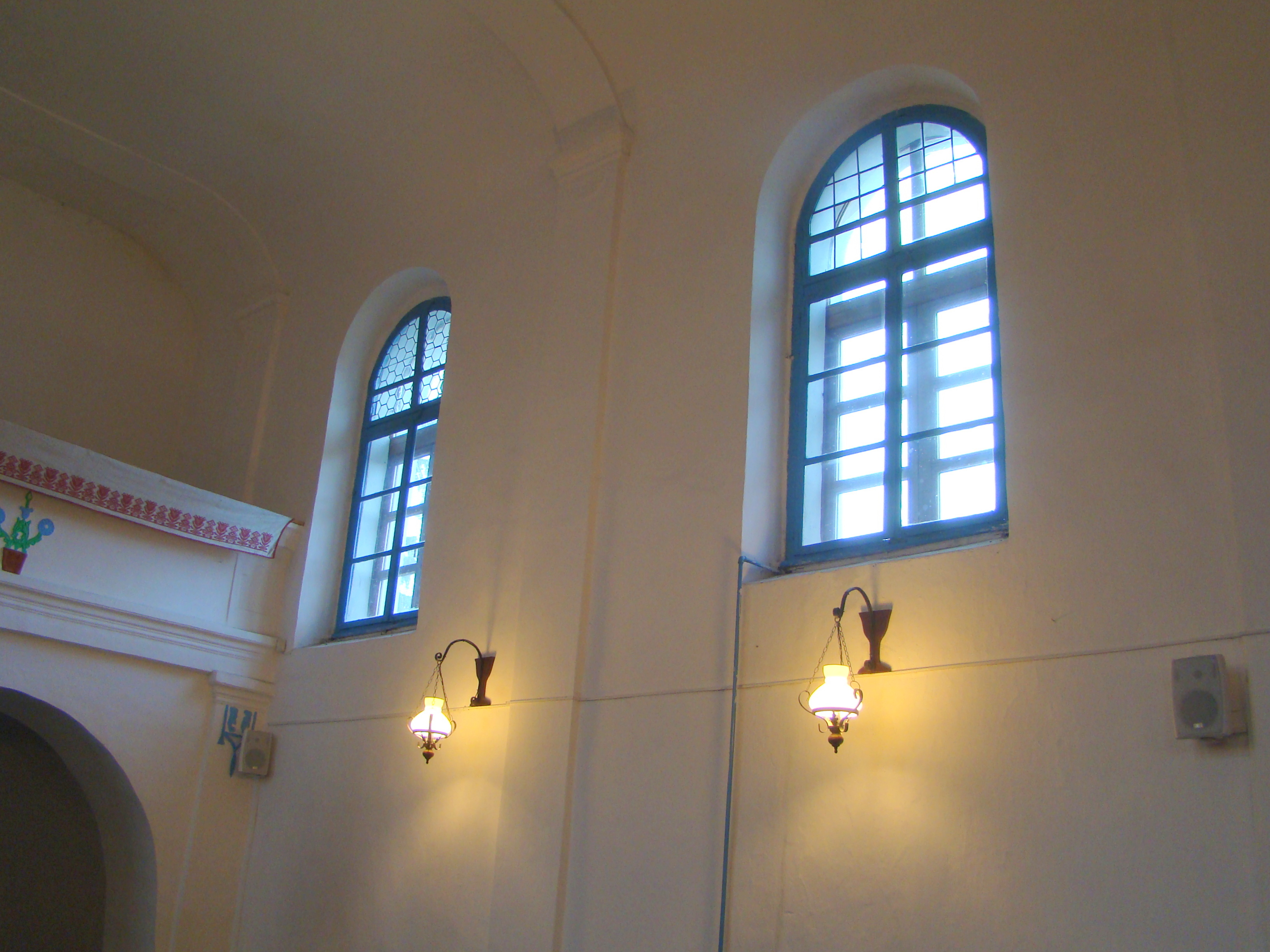
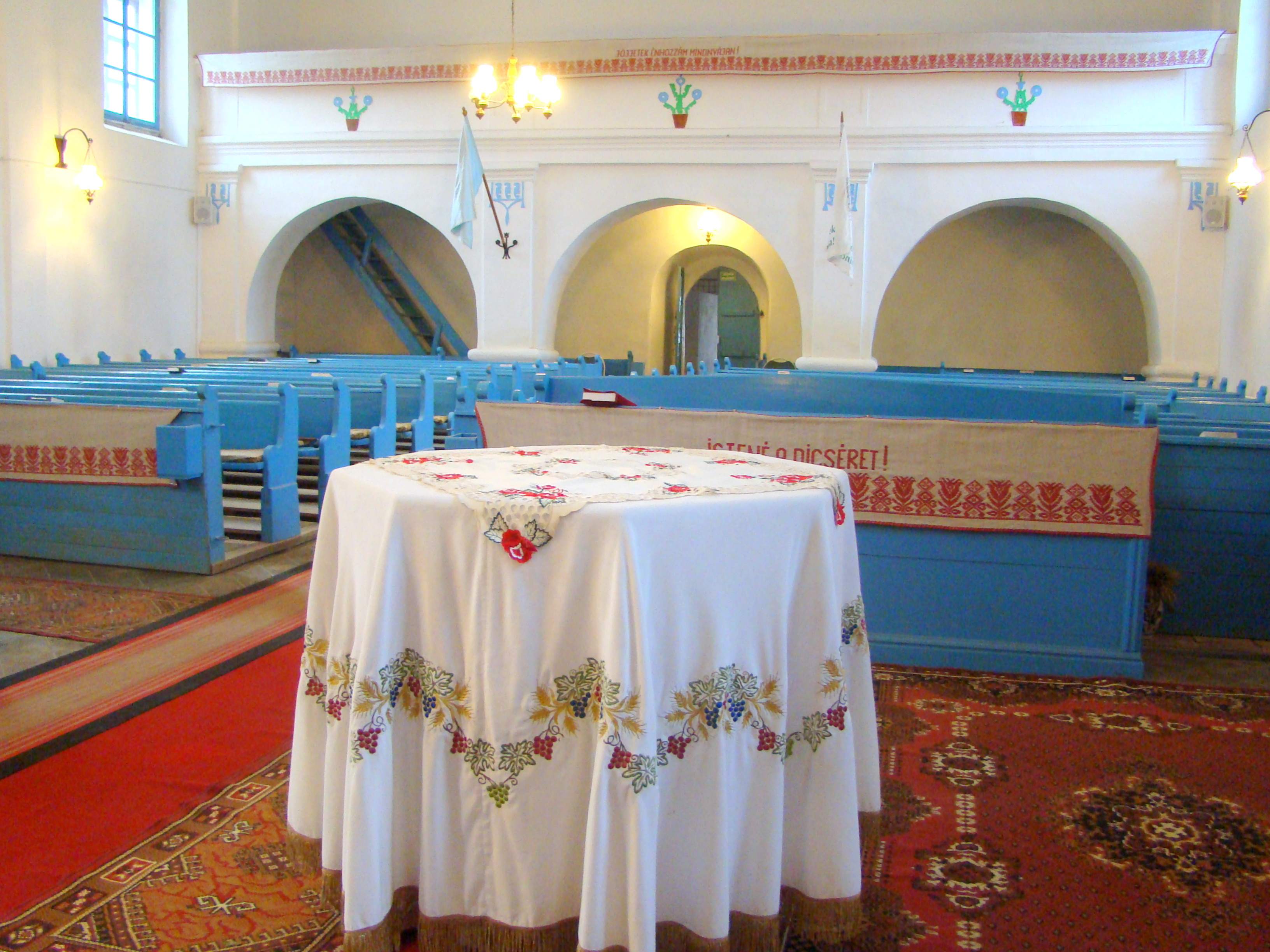
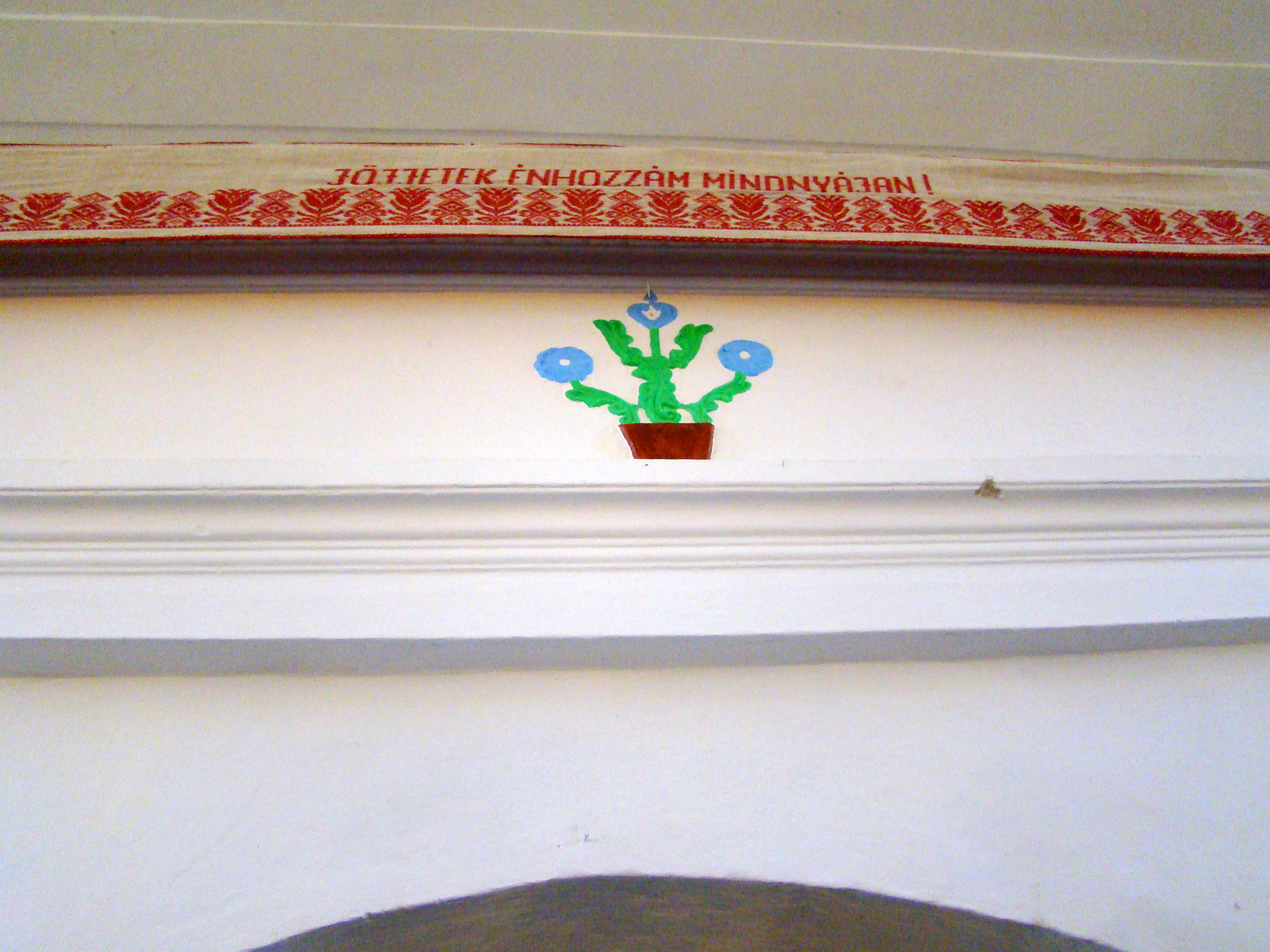
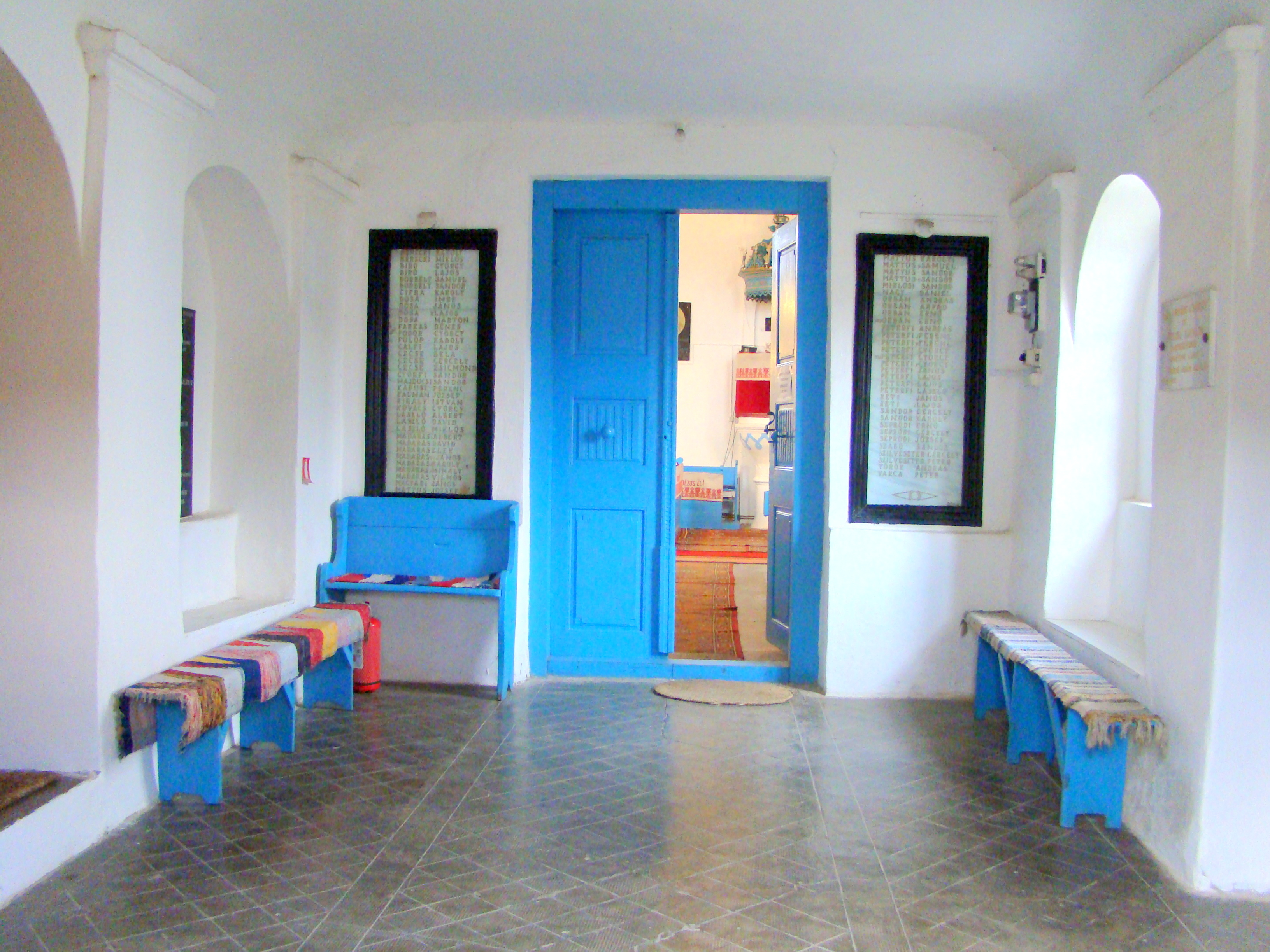